# 2023年の音楽
2023年の音楽（2023ねんのおんがく）では、2023年の音楽業界と音楽活動に関する出来事をまとめる。
2022年の音楽 - 2023年の音楽 - 2024年の音楽

## 世界で最も売れたアーティスト

### IFPI Global Recording Artist of the Year
1. テイラー・スウィフト
2. SEVENTEEN
3. Stray Kids
4. ドレイク
5. ザ・ウィークエンド
6. モーガン・ウォーレン
7. TOMORROW X TOGETHER
8. NewJeans
9. バッド・バニー
10. ラナ・デル・レイ

## 日本で活躍したアーティスト

### TOP ARTISTS 年間TOP10
集計期間：2022年11月28日 - 2023年11月26日（Billboard JAPAN）
1. YOASOBI
2. Mrs. GREEN APPLE
3. Official髭男dism
4. Vaundy
5. Ado
6. back number
7. 優里
8. 米津玄師
9. King & Prince
10. SEVENTEEN

### アーティスト別セールス部門 トータル 年間TOP10
集計期間：2022年12月26日 - 2023年12月18日（オリコン）
1. King & Prince
2. Snow Man
3. SixTONES
4. SEVENTEEN
5. Stray Kids
6. なにわ男子
7. 乃木坂46
8. YOASOBI
9. Mrs. GREEN APPLE
10. back number

## 動向

### 1月
- 1月11日 - 同日付のオリコン週間デジタルシングル（単曲）ランキング、およびオリコン週間ストリーミングランキングにて、Official髭男dism「Subtitle」が1位を獲得。オリコン史上初となる「10週連続デジタルランキング2冠」を達成[3]。
- 1月13日 -「栄冠は君に輝く」や「闘魂こめて」「六甲おろし」などを担当した作曲家の古関裕而（1989年没）が、音楽関係者初の野球殿堂入り[4]。
- 1月17日 - 同日付のオリコン週間シングルランキングにて、King & Prince「シンデレラガール」の通算登場週数が233週を記録し、夏川りみ「涙そうそう」を抜いて歴代シングルロングセラー2位を達成[5]。
- 1月19日 - SKY-HI主催のプロジェクト「D.U.N.K. -DANCE UNIVERSE NEVER KILLED-」が始動。参加アーティストとして、SKY-HI・DREAMS COME TRUE・BALLISTIK BOYZ from EXILE TRIBE・BE:FIRST・Aile The Shota、&TEAMの6組が発表された[6]。
- 1月20日 - 田中和将（GRAPEVINE）が執筆したエッセイ『群れず集まる』が、高校の国語教科書「精選 文学国語」（明治書院）に掲載された[7]。
- 1月21日 - 大阪・住之江区にあるアミューズメント施設・スポーツビレッジスミノエ内にライブハウス「GORILLA HALL OSAKA」がオープン。名付け親は、猪狩秀平（HEY-SMITH）[8]。
- 1月25日 - Billboard JAPAN「Hot 100」にて、Official髭男dism「Subtitle」が8週連続、12度目の総合首位となり、星野源「恋」を抜いて史上最多の総合首位獲得となった[9]。
- 1月27日 - コンサートなどのイベントにおいて、収容定員の100%であっても声出しが可能となった[10]。新型コロナウイルスの感染症における分類が、5月8日に2類から5類への移行に先立つ措置。

### 2月
- 2月5日（現地時間）- 第65回グラミー賞の授賞式（カリフォルニア州ロサンゼルス）にて、作曲家・編曲家の宅見将典（MASA TAKUMI名義）[注釈 1]のアルバム『SAKURA』が、最優秀グローバル・ミュージック・アルバム賞に、ドラマー・パーカッショニストの小川慶太が所属する「スナーキー・パピー」のアルバムが、最優秀コンテンポラリー・インストゥルメンタル・アルバム賞をそれぞれ獲得し、日本人2名が受賞する快挙が達成された[11][12]。また、ビヨンセが最優秀ダンス・レコーディング賞を始め、4賞を獲得し、歴代最多受賞数となる32を記録した[13]。
- 2月8日 - 米津玄師「KICK BACK」が、同日付のBillboard JAPAN「Hot Animation」にて17週連続の1位獲得を達成し、同チャートでの連続首位獲得数が歴代単独トップとなった[注釈 2][14]。さらに、その後も1位ランクインが続き、3月8日付のチャートまでで21週連続首位を記録した[15]。
- 2月10日 - 常田大希（King Gnu・millennium parade・PERIMETRON）が、日本人としては初のサンローランのブランドアンバサダーに就任[16]。
- 2月11日 - テレビ朝日系にて同日放送された『サンドウィッチマン&芦田愛菜の博士ちゃん』で、美空ひばり博士ちゃんの梅谷心愛が「哀しきは女の涙」[注釈 3]を披露。放送後、完全版を同番組のYouTubeチャンネルで公開した[17]。
- 2月15日

  - 同日付のオリコン週間ストリーミングランキングで、Official髭男dism「Pretender」が、オリコン史上初となる200週連続TOP50入りを達成した[18]。
- 2月16日 - 2022年5月に東京ドーム（文京区後楽）にて2日間にわたり開催されたL'Arc〜en〜Cielのコンサートにおいて、マネジメント会社「マーヴェリック・ディー・シー」および企画運営会社「オン・ザ・ライン」、チケット販売会社「ボードウォーク」の3社が実際に購入した座席と販売サイトの表示が異なっていたとして、消費者庁から景品表示法違反（優良誤認）に当たるとして、措置命令が出されていたことが明らかになった。コンサートチケットを巡って措置命令が出されたのは初めてであり、同庁の調べでは、約2万4,000人が被害を受けた[19]。
- 2月22日
  - 乃木坂46の2代目キャプテン・秋元真夏（1期生）が同月26日をもってグループから卒業することに伴い[20]、次期3代目キャプテンに梅澤美波（3期生）が就任することが、横浜アリーナにて開催された「NOGIZAKA46 11th YEAR BIRTHDAY LIVE」内で発表された[21]。
  - 日本レコード協会「ストリーミング認定」集計対象に「auうたパス」が追加。また、認定ランクに「ダブル・プラチナ」「トリプル・プラチナ」が追加され、合計5ランクに変更になった[22]。
- 2月28日 - 同日付のオリコン週間シングルランキングで、King & Prince「Life goes on/We are young」が、初週ミリオン突破。これは、KinKi Kids「情熱」以来21年9か月ぶり史上2組目となる「デビューシングルから12作連続初週30万枚超え」であり、および歴代1位タイとなる「デビュー（1st）シングルからの連続初週売上30万枚超え作品数」となった[23]。

### 3月
- 3月5日（現地時間）- アメリカ・ニューヨーク州ロチェスターにて開催されたコンサート中に、「何者かが発砲した」との情報により、コンサート会場出口に観客が殺到し混乱。女性1名が死亡、9名が負傷する事故が発生。地元警察によれば、実際には発砲は起きていなかった[24]。
- 3月11日 - 南アフリカ出身のラッパーであるコスタ・ティッチ（英語版）が、アメリカ・フロリダ州にて開催されたステージ上で突然倒れ、そのまま死去[25]。
- 3月21日

  - NEWS『音楽 -2nd Movement-』が、オリコン週間アルバムランキングで初登場1位。「アルバム連続1位獲得作品数」が、歴代4位タイから歴代3位タイとなり、「1stアルバムからの連続1位獲得作品数」が、14作連続となり、歴代単独1位となった[26]。
  - 滝沢秀明が会社「TOBE」を設立[27]。
- 3月28日
  - 乃木坂46の2期生メンバー・鈴木絢音が、LINE CUBE SHIBUYAにて開催された卒業セレモニーをもってグループから卒業[28][29]。これにより、同グループ1期生・2期生は全員卒業した[30]。
  - YOSHIKI（X JAPAN）が、殺害予告と受け取れる書き込みを受け、警察に報告[31]。その後、12月6日に所属事務所から前日の5日に、容疑者が脅迫容疑で逮捕されたことを公表した[32]。
- 3月29日 - 米津玄師「Lemon」ミュージックビデオの再生回数が8億回を突破した[33]。
- 3月31日 - 同日より、ジャニーズJr.に年齢制限が導入。満22歳に達したあとの最初の3月31日までにジャニーズJr.としての活動継続について事務所と合意に至らない場合、同日で活動終了となる[34]。
- 3月31日 - 1971年より続いたENEOS音楽賞・ENEOS児童文化賞・ENEOS童話賞が終了[35]。

### 4月
- 4月1日 - HKT48から、生誕の2001年に芸能界入りし、小学校在学中の2013年に加入して、子役時代を含めて経歴の一番長かった矢吹奈子が、パシフィコ横浜にて開催されたコンサートをもって卒業[36]。
- 4月8日
  - 歌手・タレントの和田アキ子が、自身がメインパーソナリティを務めるニッポン放送『ゴッドアフタヌーン アッコのいいかげんに1000回』にて「来年（2024年）は、多分ホールでのツアーは最後になると思う」と言明。理由として、持病の左股関節痛の影響により下半身に力が入らないのに加え、右ひざに水がたまりやすくなり、満身創痍の状態であるとした。ただし、歌手活動は今後も継続する[37]。
  - TM NETWORK「Get Wild」のリリース日にちなみ、4月8日が「Get Wildの日」として日本記念日協会認定の記念日に登録。楽曲タイトルが採用されたのは、邦楽としては初となる[38]。
- 4月11日 - コンサートのプロモーションなどを手掛けるウドー音楽事務所は、アメリカ合衆国のロックバンドであるチープ・トリックの日本公演を一旦中止すると発表。本来は、昨年11月から12月にかけて東京や名古屋などで開催予定も、バンド側の都合により延期となっていた。同事務所は「現時点では時間がかかることが予想されるため一旦中止とした。チケット購入者には深くお詫びする」と同時に「今後も来日公演実現に向けバンド側と調整を継続する」とした[39]。
- 4月12日 - 同日付のオリコン週間ストリーミングランキングで、10-FEET「第ゼロ感」が、結成26年目にして初の累積再生数1億回再生を突破した[40]。
- 4月14日 - 新宿区歌舞伎町の東急歌舞伎町タワー内に新しいライブハウス「Zepp Shinjuku（TOKYO）」がオープン[41]。
- 4月18日 - 今年3月に一部ウェブメディアに飲酒運転のうえ、人身事故を起こしたと報じられたシンガーソングライター・嘉門タツオが公式サイト上で直筆メッセージを投稿し、事故は事実であるとし、被害者は現在でも治療中として、一日も早い回復を祈ると同時に謝罪した。さらに、二度と飲酒はしないと共に、運転免許の再取得もしないとした[42]。

### 5月
- 5月4日（現地時間）- エド・シーランが2014年に発表し、グラミー賞を受賞した「シンキング・アウト・ラウド」を巡り、マーヴィン・ゲイの1973年のヒット曲「レッツ・ゲット・イット・オン」からの盗作ではないかと争われていた裁判で、ニューヨーク連邦地方裁判所の陪審は「盗作ではない」として、原告側の訴えを退けた[43]。
- 5月12日 - 1992年に創業し、布袋寅泰、HISASHI（GLAY）らのギターを制作したことで知られた東京都目黒区の「ZODIACWORKS」が、5月末をもって閉業することを発表。前年2月に代表者である松﨑淳が出張先で死去。以後は休業状態が続いていた[44]。
- 5月14日 - ジャニーズ事務所の元所属タレントが、創業者のジャニー喜多川による性加害を告発していた問題をめぐり、同社社長の藤島ジュリー景子が被害者などに対し謝罪する動画を自社ホームページ上に掲載するとともに、メディアからの質問へ回答した[45]。
- 5月15日 - 同日付のオリコン週間アルバムランキングで、山下達郎『FOR YOU』が、1982年6月14日付以来40年11か月ぶりとなる週間アルバムランキングTOP10入り。「邦楽アーティストの同一作品による週間アルバムランキングTOP10入りインターバル最長」を記録した[46]。また、翌月の6月19日付『RIDE ON TIME』が5位にランクインし、42年8ヶ月に自己更新した[47]。
- 5月17日 - YOASOBI「アイドル」が、Billboard JAPAN、およびオリコンのストリーミングチャートにて、史上最速となるチャートイン5週目で累計再生回数1億回を突破した[48][49]。
- 5月17日・18日 - 昨年末をもって乃木坂46での活動を終了した齋藤飛鳥（1期生）の卒業コンサートを東京ドームにて開催[50][51]。これについては、3月19日放送のテレビ東京系バラエティ番組『乃木坂工事中』内で流れたCMで発表された[52]。
- 5月22日 - ジャニーズ事務所所属のアイドルグループ・King & Princeのメンバーだった平野紫耀、岸優太、神宮寺勇太の3名がグループを脱退。また同日付で平野と神宮寺が[53]、さらに9月30日付で岸がそれぞれ退所した[54][55]。
- 5月23日 - 乃木坂46は、コンサート演出家・SEIGOによる同グループメンバーへの言動や指導に一部行き過ぎた部分があったことを確認したとし、SEIGOが同グループでの演出家としての仕事を降板すると公式サイトで発表[56]。この言動や指導について、前々日の21日に生放送されたNHKラジオ第1の番組内で、出演メンバーの1人(放送当時)が発言していた[57]。また、SEIGOも所属先の公式サイトにて容姿を否定する発言を含め、不適切な言動があったことを認めた一方、前年ライブ中の転落事故が原因で当時療養中だったメンバー[注釈 4]を巡る番組内での発言に関しては否定した[58]。
- 5月26日 - ジャニーズ事務所がジャニー喜多川性加害問題について、ジャニーズ事務所の所属経験者全員を対象にした外部機関としての相談窓口を5月31日に開設すること、林眞琴らによる指揮のもと専門家の「外部専門家による再発防止特別チーム」を組成すること、中井徳太郎、白井一幸ら3名を、7月1日に社外取締役に就任させることなどを発表した[59]。
- 5月30日 - 同日付のオリコン週間シングルランキングで、SixTONES vs Snow Man「Imitation Rain/D.D.」が「シングルTOP100連続ランクイン週数」において、中島みゆき「地上の星/ヘッドライト・テールライト」の174週を抜き、歴代1位となった[60]。

### 6月
- 6月3日・4日 - 祝・日比谷野音100周年と題した「日比谷音楽祭2023」が、日比谷公園にて開催された。2日目となる4日の公演では、トップバッターとしてB'zがサプライズで登場した[61][62]。
- 6月6日 - YOASOBI「アイドル」が、ビルボードのグローバルチャート「Global 200」からアメリカのデータを除いた「Global Excl. U.S.」にて、日本語の楽曲として史上初となる1位を記録した[63]。
- 6月7日 - Kis-My-Ft2の北山宏光が、同年8月31日をもってグループを卒業し、ジャニーズ事務所も退所することを発表[64][65]。
- 6月10日 - ROTTENGRAFFTYが2008年より行ってきた主催イベント「ポルノ超特急」の名称が「響都超特急」に変更することを発表[66]。
- 6月14日（現地時間）- Twitter上で無断で行われた楽曲の投稿を放置し、1700件余りの著作権を侵害されたとして米国の音楽出版社17社からなる団体が、Twitterの運営会社に対して約2億5000万ドル（約300億円）超の損害賠償請求をテネシー州の連邦裁判所に起こした[67]。
- 6月15日 - 乃木坂46の公式ライバル「僕が見たかった青空」の1期生メンバーを発表、合わせてデビュー日が8月30日であることも発表された[68]。
- 6月18日（現地時間）- アメリカ・ニューヨーク州ニューヨークにて開催されたいたビービー・レクサのコンサート中に、27歳の男がレクサの顔面を目掛けてスマートフォンを投げつける事件が発生。男はその場で逮捕されたものの、レクサは左目の上を縫うケガを負った。警察当局の調べに対して「面白半分で投げつけた」と容疑を認めているが、「傷つける意図はなかった」としている[69]。
- 6月20日 - 音楽之友社発行のクラシック・レコード評論月刊誌『レコード芸術』が、CDの発売減少、原材料費の高騰などを理由に、同日発売の2023年7月号をもって休刊。71年余りの歴史に幕を閉じた[70][71]。
- 6月28日（現地時間）- アメリカのロック歌手・マドンナのマネージャーが、Instagramにおいて「24日に（彼女が）自宅で意識のない状態で発見され、緊急搬送先の病院で深刻な細菌感染症と診断され、集中治療室で治療を受けている」と表明。その後、退院し自宅に戻り、容体は回復に向かっているが、これにより、7月15日にカナダ・バンクーバーから開始予定だったワールドツアーは延期となった[72][73][74]。
- 6月29日 - 2023年上半期の音楽ソフトのセールス動向をまとめた「オリコン上半期ランキング2023」が発表。アーティスト別セールス部門のトータルランキングでは、作品別売上数部門で7冠を達成したKing & Princeが、上半期トータルランキング史上最高金額となる期間内売上184.1億円を記録し、自身初の1位を獲得した[75]。
- 6月30日
  - 1968年に月刊誌として創刊され、2022年から季刊化されていたプレイヤー・コーポレーションの音楽雑誌『Player』が、同日発行の2023年Summer号をもって休刊。55年の歴史に幕を閉じた[76]。
  - 3月に急性腸炎の手術を受けたシンガーソングライターの谷村新司が自身の公式サイトを通じ、「来年の本格復帰に向け、年内は療養に専念する」と表明[77]。しかし、10月8日に死去したため、復帰は叶わなかった（74歳没）[78]。

### 7月
- 7月2日 - 約2200席を有し、幾多のコンサート・ライブが行われたホールを備えた複合施設・中野サンプラザ（中野区、1973年6月開業[注釈 5]）が、JR中野駅新北口駅前エリア再整備事業により、同日開催された山下達郎のコンサート、そして直後に行われたクロージングセレモニーをもって閉館。50年の歴史に幕を閉じた。建物も老朽化などにより解体される[79][80][81][82]。
- 7月5日 - スピッツ「美しい鰭」が、Billboard JAPANにおけるストリーミング累計再生数が自身初の1億回を突破。チャートイン12週目での突破は歴代6位タイの記録となる[83]。
- 7月8日 - エルトン・ジョン最後のライブツアーが、スウェーデン・ストックホルムのTele2アリーナにて終幕[84]。
- 7月11日 - 松本孝弘（B'z）が2度目となる紺綬褒章を受章[85]。
- 7月14日 - スタジオジブリ制作のアニメ映画『君たちはどう生きるか』が公開され、主題歌として米津玄師が新曲「地球儀」を書き下ろしたことが発表された[86]。同時に、菅田将暉やあいみょん[注釈 6]、木村拓哉らが声の出演をしたことも判明した[注釈 7]。
- 7月14日 - 11時過ぎ、大阪市此花区の「舞洲スポーツアイランド」にて、翌15日から2日間の日程で開催予定であった音楽イベント「WATERBOMB JAPAN」大阪公演のリハーサルにおいて、男性スタッフが水の噴射装置・ウォーターキャノンを調査中、別のスタッフが装置のスイッチを押したところ、誤作動により装置内の水が男性の頭部を直撃。男性は意識不明の状態で病院に運ばれたが、死亡が確認された。この事故を受け、同公演の中止が公式サイトで発表された。大阪府警此花署などが原因を調べている[87][88]。
- 7月21日 - マレーシア・クアラルンプールにて開催された「グッド・ヴァイブス・フェスティバル」の舞台上で、The 1975のマット・ヒーリーがマレーシアのLGBTQ+に関する法律を批判、ライブは通常より早く終わり、3日間開催予定の残りの2日間が中止となった[89]。
- 7月26日 - スピッツ「チェリー」が、Billboard JAPANにおけるストリーミング累計再生数が1億回を突破。Billboard JAPANの集計で1億回再生を超えた楽曲の中で最も古い楽曲となった（1990年代発売の楽曲としては史上3曲目）[90]。
- 7月28日 - 7月17日に大阪城ホールにて開催されたラッパー・MC TYSONのワンマンライブの開始直後、ステージ上に設置されていた鉄製の筒が破裂し、飛び散った破片で男女3人が負傷する事故が起こっていたことが判明。うち1人は現在でも治療中という。TYSONは、同日更新した自身のTwitterで当該事故を謝罪。また、興行主のキョードー大阪など4社も公式サイト上で謝罪文面を掲載した。事故の原因については、大阪府警東署などが調べている[91][92]。
- 7月 - 日比谷野外音楽堂（千代田区日比谷公園）が開設100周年を迎えた[93]。なお、施設を管理する東京都は施設の老朽化、および「都立日比谷公園再生整備計画」の一環として、2024年10月より建て替えのため、使用休止となる予定[94][95]。

### 8月
- 8月7日 - 日本展開50周年を迎えたファッションブランド「LOEWE」の2023年秋冬メンズコレクションキャンペーンでの米津玄師とのコラボレーションを実施することが発表された[96]。
- 8月22日 - SCANDALが「同一メンバーによる最長活動ロックバンド（女性）」[注釈 8]としてギネス世界記録に認定され、同日、なんばHatchにて開催されたライブで、認定証の授与が行われた[97]。
- 8月23日 - 東京・新宿にて主に浪曲や演歌、落語を専門にCDを販売していたミュージック・テイト[注釈 9]がこの日、東京地方裁判所から破産手続き開始決定を受け、倒産。倒産は、8月30日に信用調査会社・東京商工リサーチにより明らかにされ、負債総額は約1億2000万円に上る[98][99]。
- 8月31日 - NTTドコモが展開していた「ひかりTVミュージック」が「音楽配信市場の変化に伴い、経営資源を集中するため」として、同日をもってサービス終了。これに先駆け、サブスクプランの「聴き放題サービス」の新規登録受付、および楽曲の販売は5月31日をもって終了した[100]。

### 9月
- 9月7日 - ジャニーズ事務所の元所属タレントが、創業者のジャニー喜多川による性加害を告発していた問題をめぐり、同年8月に再発防止特別チームが出した調査報告書において、同族経営の弊害を防ぐため同社社長の藤島ジュリー景子の辞任を提言したことを受け、同社は記者会見を開き、藤島が一連のジャニー喜多川の性加害を認め、同月5日付で社長を引責辞任し、後任として所属タレントの東山紀之が社長に就任したことを発表した。東山は同年内をもって芸能活動を退くことも同時に発表、引退後は社業に専念する見通しである[101][102]。
  - 同日、ギネス世界記録の公式サイトよりジャニー喜多川の記録「最も多くのコンサートをプロデュースした人物」「最も多くのナンバーワン・シングルをプロデュースした人物」「最も多くのチャート1位を獲得した歌手をプロデュースした人物」が削除。記録自体の抹消については、該当者が有罪となった際に精査する[103]。
- 9月14日
  - カリフォルニア州ロサンゼルス・ハリウッドにあるグローマンズ・チャイニーズ・シアターの祝典にて、YOSHIKI（X JAPAN）が自身の手形・足型を刻んだ[104]。日本人としては初（現地時間）。
  - Billboard JAPANに新たな音楽チャート「Global Japan Songs excl. Japan」「Billboard Japan Songs」が開設[105]。
- 9月17日 
  - 同日付のオリコン週間アルバムランキングにて、松任谷由実が1位を獲得。これにより「1970年代・1980年代・1990年代・2000年代・2010年代・2020年代の6年代連続でアルバム1位獲得」を達成し、「Most consecutive decades with a No.1 on the Japanese albums chart」として、ギネス世界記録に認定された[106]。
  - 今年日本でのデビュー40周年を迎えたジャズサックス奏者のMALTAが、現在の活動拠点である鳥取県米子市[注釈 10]に後継者育成を目的に「MALTA音楽学校」を開校し、学長に就任[107]。
- 9月18日 - 1時30分頃、福岡PayPayドームにて16日・17日に開催されたB'zのコンサート会場の解体作業中に、作業員が鉄骨の下敷きになる事故が発生。ワイヤで吊るしていた鉄骨が落下し、男女7人が負傷した[108]。事故を受け、21日および23日・24日に長居陸上競技場にて開催された公演については、ステージの一部部材をカットした上で予定通り施行された[109]。
- 9月20日 - 2024年1月に退去予定だった東京のライブハウス。目黒鹿鳴館がビル管理会社の申し出により、退去の1年間延期を発表[110]。
- 9月21日 - A.B.C-Zの河合郁人が同年12月21日をもってグループから脱退し、ソロ活動を開始することを発表[111]。河合は、脱退後もジャニーズ事務所には引き続き所属することとした。
- 9月29日 - 横浜市西区の横浜みなとみらい21地区に音楽アリーナ「Kアリーナ横浜」がオープン[112]。こけら落とし公演はゆず。

### 10月
- 10月2日
  - NHK「連続テレビ小説」第109作として戦後に活躍した歌手・女優の笠置シヅ子を主人公のモデル[注釈 11]とした『ブギウギ』が放送開始（ - 2024年3月29日）[113]。
  - ジャニーズ事務所が東京都内で記者会見を開き、10月17日付で社名を「SMILE-UP.」に変更することを発表。創業者のジャニー喜多川から性加害を受けた被害者への補償業務に専念することとし[114]、補償を終え次第、廃業する方針とした[115]。また、マネージメント業務については、新会社を設立し業務を移すことを発表した。社名変更に伴い、関ジャニ∞・ジャニーズWESTがグループ名を改名することを会見と同日にファンクラブ会員向けに発表した[116]。
- 10月5日 - Sexy Zoneがグループ名を変更する方針を明らかにした[117][118]。
- 10月6日 - flumpoolがデビュー15周年を記念して、日本武道館公演を開催した[119]。
- 10月9日 - 第90回NHK全国学校音楽コンクールの中学校の部に、Official髭男dismが課題曲「Chessboard」を提供[120]。
- 10月11日 - 昨年1月から喉の不調を理由に公演を見合わせていた人気ロックバンド・THE YELLOW MONKEYのボーカリスト・吉井和哉が初期の咽頭がんであったことを公表[121]。
- 10月13日 - 日本レコード大賞の主催者の一つである日本作曲家協会が、ジャニー喜多川による性加害問題を受けて、2019年にジャニーに贈与した特別音楽文化賞の授賞を取り消したことを明らかにした[122]。ジャニーズ事務所には、同月3日に通達されていた[123]。
- 10月15日 - 神奈川県川崎市のJR川崎タワー内にホリプロが運営するライブハウス「SUPERNOVA」がオープン[124]。こけら落とし公演はSHISHAMO。
- 10月16日 - 同日をもってジャニーズ事務所が61年の歴史に幕を下ろし、翌17日より社名を「SMILE-UP.」に変更[125]。
- 10月18日 - ジャニーズWESTがグループ名を「WEST.」（ウェスト）に変更することを公式YouTubeチャンネルにて発表した[126]。
- 10月20日 - 柏木由紀が2024年4月にAKB48から卒業することを日本武道館にて開催された「MXまつり AKB48 62ndシングル「アイドルなんかじゃなかったら」発売記念コンサート 〜古参も新規も大集合!なんでもありのAKBでっせスペシャル〜」において発表した[127][128]。
- 10月24日 - 嵐の二宮和也が同日付でSMILE-UP.（旧ジャニーズ事務所）を退所することを発表した[129]。その後は独立し、個人として活動する予定とした。また、活動休止中の嵐が再始動することになった際は、嵐のメンバーとして活動は続けていくこととした[130]。
- 10月25日
  - 米津玄師「KICK BACK」が、アメリカレコード協会（RIAA）からゴールド認定を受けたことが発表された。同認定を受けるのは、日本人としてはオノ・ヨーコ以来39年ぶり、日本語詞の楽曲としては史上初の快挙となった[131]。
  - 同日付のオリコン週間ストリーミングランキングで、YOASOBI「アイドル」が、歴代最速となる28週での累計5億回再生を達成した。また、自身が持つ「アーティスト別5億回再生突破作品数」も更新[132]。
- 10月28日 - 大阪市の南海電鉄なんば駅高架下のなんばEKIKAN内に新たなライブハウス「META VALLEY」「HOLY MOUNTAIN」がオープン。空間デザインは山嵜廣和（toe）が担当[133]。

### 11月
- 11月15日 - ピアニストのフジコ・ヘミングが自身のX（旧・Twitter）において、負傷によるドクターストップのため、秋冬のコンサートツアー開催を断念すると報告。観客や関係者らに対して謝罪した[134]。その後、フジコは2024年3月に膵癌と診断され、同年4月21日に死去した[135]。
- 11月17日
  - 8月31日にKis-My-Ft2を卒業した北山宏光が、自身初のシングル「乱心-RANSHIN-」を配信し、ソロデビュー[136]。
  - SMILE-UP.（旧・ジャニーズ事務所）の子会社のジャニーズアイランドが「株式会社Annex」へと社名変更したことが、同日までに同社の公式サイトにて発表された[137][138]。

### 12月
- 12月1日 - H ZETTRIOが同日配信のシングルをもって「単一音楽ユニットによるデジタルシングル連続リリース月最多数」でギネス世界記録を樹立[139]。
- 12月2日 - キッスが地元・ニューヨークのマディソン・スクエア・ガーデンにて最後の公演を行い、50年の歴史に幕を下ろした[140]。
- 12月4日 - 12月8日から10日まで幕張メッセにて開催を予定していたものの、その後、11月21日に突然中止を発表した音楽イベント「X-CON2023」の主催者である「X-CON合同会社」が、11月29日に破産開始決定を受けたことが、同日までに公式サイトで発表された。信用調査会社・東京商工リサーチによると、負債総額は3億円とされるが変動する可能性があるという。チケットの払い戻しについては、十分な資金が確保されているとして、予定通り行う方針[141][142]。
- 12月8日 - SMILE-UP. に代わり、新たにマネージメント業務を移管する先のエージェント会社の社名が「STARTO ENTERTAINMENT（スタートエンターテインメント）」となること、同社の社長にコンサルティング会社社長の福田淳が就任することが、SMILE-UP.より発表された[143]。
- 12月9日 - 日本作詩家協会主催の第56回日本作詩大賞最終審査会が、テレビ東京本社スタジオにて開催され（この模様は、BSテレビ東京（2K・4K）で生放送された[144]）、作詞家のいではくが「北海港節」（歌唱：三山ひろし）で大賞を初受賞した[145]。ノミネート作品は、10月30日に日本作詩家協会から発表されていた[146]。司会は徳光和夫、松丸友紀の両名が務めた。
- 12月13日 - アメリカレコード協会（RIAA）がその年に米国で活躍したミュージシャンを表彰する「RIAA Class of 2023」で、米津玄師が日本人として初めて選出された[147]。
- 12月14日 - 矢沢永吉が通算150回目となる日本武道館公演を開催[148]。
- 12月19日 - 同日発表のオリコン週間シングルランキングにおいて山下達郎「クリスマス・イブ（40th Anniversary Edition）」が、初登場9位にランクイン、自身の持つ「週間シングルTOP100入り連続年数」1位記録を38年に自己更新した[149]。
- 12月22日 - THE RAMPAGE from EXILE TRIBEが2024年1月25日にリリース予定だったアルバム『16SOUL』に収録されている「SOLDIER LOVE」の歌詞のフレーズ。および振付が軍国主義・戦争の賛美に繋がるという指摘が出たため、本アルバムの発売が延期。歌詞および振付の一部を変更することを発表した[150]。
- 12月24日 - 東京都武蔵野市吉祥寺のライブハウス「吉祥寺WARP」に脅迫メールが届き、12月24日から29日までの営業を休止[151]。
- 12月27日 - 同日発表のオリコン週間ストリーミングランキングで、Vaundy「しわあわせ」が累計1億回再生を突破。ソロアーティストによる「アーティスト別1億回再生突破作品数」が通算13作となり、単独1位となった[152]。
- 12月28日 - YOSHIKI（X JAPAN）が所属する音楽事務所・ジャパンミュージックエージェンシーが、週刊誌に掲載された内容が名誉毀損にあたるとして、出版元である小学館を提訴[153]。
- 12月30日 - 日本作曲家協会主催の第65回日本レコード大賞最終審査会、および発表音楽会が新国立劇場中劇場にて開催され、Mrs. GREEN APPLE「ケセラセラ」で大賞初受賞[154]。また、最優秀新人賞はFRUITS ZIPPERが受賞[155]。なお、発表音楽会の模様は地上波テレビでは、TBSテレビ系列全国ネットで、AMラジオでは、TBSラジオほかJRN系列の一部放送局でそれぞれ生中継された[156][157]。各賞受賞者および大賞・最優秀新人賞候補者は、11月22日にTBSテレビ[注釈 12]から発表された[158]。総合司会は安住紳一郎、川口春奈の両名が務めた[159]。
- 12月31日 - 第74回NHK紅白歌合戦をNHKホールにて開催[160]。司会は有吉弘行、浜辺美波、橋本環奈、高瀬耕造が務めた[161]。出場歌手は11月13日に発表され、SMILE-UP. 所属タレントの名前は1組もなかったことが明らかとなる。旧ジャニーズ事務所時代からのタレントが紅白歌合戦に出場しないのは、1979年に行われた第30回以来44年ぶりとなる[162]。

### 年内
- 時期不明 - 辻村勇太（BLUE ENCOUNT）が、活動拠点をアメリカに移す[163]。

## シングル

### IFPI グローバル・シングル・チャート
※デジタル・ダウンロード、ストリーミング数を総合し換算
1. マイリー・サイラス「Flowers」
2. Rema, セレーナ・ゴメス「Calm Down」
3. SZA「Kill Bill」
4. ザ・ウィークエンド, アリアナ・グランデ「Die For You」
5. ハリー・スタイルズ「As It Was」
6. Yng Lvcas, Peso Pluma「La Bebe」
7. テイラー・スウィフト「Cruel Summer」
8. モーガン・ウォーレン「Last Night」
9. テイラー・スウィフト「Anti-Hero」
10. JUNG KOOK「Seven (feat. Latto)」

### Billboard Hot 100 年間TOP10
集計期間：2022年11月19日 - 2023年10月21日
1. モーガン・ウォーレン「Last Night」
2. マイリー・サイラス「Flowers」
3. SZA「Kill Bill」
4. テイラー・スウィフト「Anti-Hero」
5. メトロ・ブーミン, ザ・ウィークエンド, 21サヴェージ「Creepin'」
6. Rema, セレーナ・ゴメス「Calm Down」
7. ザ・ウィークエンド, アリアナ・グランデ「Die For You」
8. ルーク・コムズ「Fast Car」
9. SZA「Snooze」
10. デヴィッド・ゲッタ, ビービー・レクサ「I'm Good (Blue)」

## 日本のシングル
Billboard JAPAN「Hot 100」は、YOASOBI「アイドル」が年間1位を獲得した。テレビアニメ『【推しの子】』オープニングテーマに起用された本楽曲は、4月にリリース後、21週連続でチャート首位を獲得する記録的ヒットとなった。集計期間内にストリーミング再生5.2億回、ダウンロード50万で年間首位となったほか、動画再生回数、ラジオ指標でも1位となり、計4冠を達成した。

### Billboard JAPAN Hot 100 年間TOP25
集計期間：2022年11月28日 - 2023年11月26日
1. YOASOBI「アイドル」
2. Official髭男dism「Subtitle」
3. Vaundy「怪獣の花唄」
4. 米津玄師「KICK BACK」
5. 10-FEET「第ゼロ感」
6. Ado「新時代 (ウタ from ONE PIECE FILM RED)」
7. Mrs. GREEN APPLE「ダンスホール」
8. Tani Yuuki「W/X/Y」
9. なとり「Overdose」
10. スピッツ「美しい鰭」
11. Official髭男dism「ミックスナッツ」
12. Saucy Dog「シンデレラボーイ」
13. back number「水平線」
14. 優里「ドライフラワー」
15. YOASOBI「祝福」
16. back number「アイラブユー」
17. Ado「唱」
18. MAN WITH A MISSION × milet「絆ノ奇跡」
19. Mrs. GREEN APPLE「Soranji」
20. Mrs. GREEN APPLE「青と夏」
21. 優里「ビリミリオン」
22. SEKAI NO OWARI「Habit」
23. Mrs. GREEN APPLE「ケセラセラ」
24. キタニタツヤ「青のすみか」
25. 優里「ベテルギウス」

### オリコンシングル年間TOP25
集計期間：2022年12月26日 - 2023年12月18日
1. King & Prince「Life goes on/We are young」
2. Snow Man「タペストリー/W」
3. Snow Man「Dangerholic」
4. 乃木坂46「おひとりさま天国」
5. 乃木坂46「人は夢を二度見る」
6. King & Prince「なにもの」
7. なにわ男子「Special Kiss」
8. SixTONES「こっから」
9. 乃木坂46「Monopoly」
10. SixTONES「CREAK」
11. 日向坂46「One choice」
12. 櫻坂46「承認欲求」
13. AKB48「どうしても君が好きだ」
14. 日向坂46「Am I ready?」
15. SixTONES「ABARERO」
16. 櫻坂46「Start over!」
17. AKB48「アイドルなんかじゃなかったら」
18. なにわ男子「Make Up Day/Missing」
19. ENHYPEN「結 -YOU-」
20. SKE48「好きになっちゃった」
21. なにわ男子「I Wish」
22. 櫻坂46「桜月」
23. INI「DROP That」
24. King & Prince「愛し生きること/MAGIC WORD」
25. INI「TAG ME」

### デジタルシングル（単曲）ランキング 年間TOP10
集計期間：2022年12月26日 - 2023年12月18日
1. YOASOBI「アイドル」
2. 10-FEET「第ゼロ感」
3. MAN WITH A MISSION × milet「絆ノ奇跡」
4. Ado「唱」
5. Official髭男dism「Subtitle」
6. YOASOBI「勇者」
7. キタニタツヤ「青のすみか」
8. King Gnu「SPECIALZ」
9. YOASOBI「祝福」
10. Vaundy「怪獣の花唄」

### ストリーミングランキング 年間TOP10
集計期間：2022年12月26日 - 2023年12月18日
1. YOASOBI「アイドル」
2. Official髭男dism「Subtitle」
3. Vaundy「怪獣の花唄」
4. 米津玄師「KICK BACK」
5. Mrs. GREEN APPLE「ダンスホール」
6. Tani Yuuki「W/X/Y」
7. 10-FEET「第ゼロ感」
8. なとり「Overdose」
9. Ado「新時代」
10. スピッツ「美しい鰭」

### Apple Music 年間
集計期間：2022年11月1日 - 2023年10月31日

### mora 年間
集計期間：2022年12月1日 - 2023年11月30日

### YouTube トップ音楽動画
集計期間：2023年1月1日 - 2023年10月31日
1. YOASOBI「アイドル」
2. ゆこぴ「強風オールバック」
3. Snow Man「タペストリー」
4. Ado「唱」
5. 新しい学校のリーダーズ「オトナブルー」
6. 優里「ビリミリオン」
7. MAN WITH A MISSION × milet「絆ノ奇跡」
8. King & Prince「Life goes on」
9. SixTONES「こっから」
10. Snow Man「Dangerholic」

### ゴールドディスク認定
| 作品名 | 認定月     |
| ミリオン | ミリオン   |
| --- | ---------- |
| King & Prince「Life goes on/We are young」                                                                                        | 2023年2月  |
| Snow Man「タペストリー/W」 | 2023年3月  |
| Stray Kids「Social Path (feat. LiSA)/Super Bowl -Japanese ver.-」                                                                 | 2023年9月  |
| Snow Man「Dangerholic」 | 2023年9月  |
| トリプル・プラチナ |            |
| 乃木坂46「人は夢を二度見る」 | 2023年3月  |
| 乃木坂46「おひとりさま天国」 | 2023年9月  |
| AKB48「アイドルなんかじゃなかったら」                                                                                             | 2023年12月 |
| 乃木坂46「Monopoly」 | 2023年12月 |
| ダブル・プラチナ |            |
| LE SSERAFIM「FEARLESS」 | 2023年2月  |
| なにわ男子「Special Kiss」 | 2023年3月  |
| AKB48「どうしても君が好きだ」 | 2023年4月  |
| JO1「TROPICAL NIGHT」 | 2023年4月  |
| 日向坂46「One choice」 | 2023年4月  |
| INI「DROP That」 | 2023年5月  |
| King & Prince「なにもの」 | 2023年6月  |
| 櫻坂46「Start over!」 | 2023年6月  |
| SixTONES「こっから」 | 2023年6月  |
| 日向坂46「Am I ready?」 | 2023年7月  |
| ENHYPEN「結 -YOU-」 | 2023年9月  |
| 櫻坂46「承認欲求」 | 2023年10月 |
| INI「TAG ME」 | 2023年11月 |
| プラチナ |            |
| 櫻坂46「桜月」 | 2023年2月  |
| NCT DREAM「Best Friend Ever」 | 2023年2月  |
| =LOVE「この空がトリガー」 | 2023年3月  |
| HKT48「君はもっとできる」 | 2023年3月  |
| STU48「息をする心」 | 2023年3月  |
| TREASURE「Here I Stand」 | 2023年3月  |
| BiSH「Bye-Bye Show」 | 2023年3月  |
| SixTONES「ABARERO」 | 2023年4月  |
| 関ジャニ∞「未完成」 | 2023年5月  |
| Sexy Zone「Cream」 | 2023年5月  |
| Hey! Say! JUMP「DEAR MY LOVER/ウラオモテ」                                                                                        | 2023年5月  |
| ジャニーズWEST「しあわせの花」 | 2023年6月  |
| ＝LOVE「ナツマトペ」 | 2023年7月  |
| SKE48「好きになっちゃった」 | 2023年7月  |
| Sexy Zone「本音と建前」 | 2023年9月  |
| なにわ男子「Make Up Day/Missing」                                                                                                 | 2023年9月  |
| ≠ME「想わせぶりっこ」 | 2023年9月  |
| WEST.「絶体絶命/Beautiful/AS ONE」                                                                                                | 2023年10月 |
| NMB48「渚サイコー!」 | 2023年10月 |
| =LOVE「ラストノートしか知らない」                                                                                                 | 2023年11月 |
| STU48「君は何を後悔するのか?」 | 2023年11月 |
| King & Prince「愛し生きること/MAGIC WORD」                                                                                        | 2023年11月 |
| なにわ男子「I Wish」 | 2023年11月 |
| HKT48「バケツを被れ!」 | 2024年1月  |
| ≠ME「アンチコンフィチュール」 | 2024年1月  |
| ゴールド |            |
| KinKi Kids「The Story of Us」 | 2023年1月  |
| つばきファクトリー「間違いじゃない 泣いたりしない/スキップ・スキップ・スキップ/君と僕の絆 feat. KIKI」                            | 2023年2月  |
| LIL LEAGUE from EXILE TRIBE「Hunter」                                                                                             | 2023年2月  |
| Kep1er「FLY-BY」 | 2023年3月  |
| 三代目 J SOUL BROTHERS from EXILE TRIBE「STARS」                                                                                  | 2023年3月  |
| NiziU「Paradise」 | 2023年3月  |
| ≠ME「天使は何処へ」 | 2023年4月  |
| BEYOOOOONDS「求めよ…運命の旅人算/夢さえ描けない夜空には」                                                                         | 2023年4月  |
| BE:FIRST「Smile Again」 | 2023年4月  |
| FANTASTICS from EXILE TRIBE「PANORAMA JET」                                                                                       | 2023年4月  |
| THE RAMPAGE from EXILE TRIBE「16BOOSTERZ」                                                                                        | 2023年5月  |
| TWICE「Hare Hare」 | 2023年5月  |
| KnightA-騎士A-「AllVIN」 | 2023年5月  |
| 22/7「僕は今夜、出て行く」 | 2023年5月  |
| 米津玄師「地球儀」 | 2023年7月  |
| OCHA NORMA「ちょっと情緒不安定?…夏/オチャノマ マホロバ イコイノバ 〜昭和も令和もワッチャワチャ〜/シェケナーレ/ヨリドリ ME DREAM」 | 2023年7月  |
| B'z「STARS」 | 2023年7月  |
| KID PHENOMENON from EXILE TRIBE「Wheelie」                                                                                        | 2023年9月  |
| THE JET BOY BANGERZ from EXILE TRIBE「Jettin'」                                                                                   | 2023年9月  |
| 純烈「だってめぐり逢えたんだ」 | 2023年9月  |
| BE:FIRST「Mainstream」 | 2023年9月  |
| モーニング娘。'23「すっごいFEVER!/Wake-up Call〜目覚めるとき〜/Neverending Shine」                                                | 2023年10月 |
| Kep1er「FLY-HIGH」 | 2023年11月 |
| NEWS「ギフテッド」 | 2023年11月 |
| KinKi Kids「シュレーディンガー」                                                                                                  | 2023年12月 |
| Sexy Zone「人生遊戯」 | 2023年12月 |

### ダウンロード認定
| 作品名                                 | 認定月           |
| ダブル・プラチナ                       | ダブル・プラチナ |
| -------------------------------------- | ---------------- |
| YOASOBI「アイドル」                    | 2024年3月        |
| プラチナ                               |                  |
| MAN WITH A MISSION × milet「絆ノ奇跡」 | 2024年3月        |
| ゴールド                               |                  |
| スピッツ「美しい鰭」                   | 2023年8月        |
| Ado「唱」                              | 2023年11月       |
| YOASOBI「勇者」                        | 2023年11月       |
| 米津玄師「LADY」                       | 2023年12月       |
| milet×MAN WITH A MISSION「コイコガレ」 | 2024年3月        |
| キタニタツヤ「青のすみか」             | 2024年3月        |
| 米津玄師「地球儀」                     | 2024年3月        |
| 緑黄色社会「花になって」               | 2024年3月        |
| King Gnu「SPECIALZ」                   | 2024年4月        |
| SEKAI NO OWARI「最高到達点」           | 2024年11月       |

### ストリーミング認定
| 作品名                                                                       | 認定月                                   |
| ダイヤモンド (500,000,000ストリーミング)                                     | ダイヤモンド (500,000,000ストリーミング) |
| ---------------------------------------------------------------------------- | ---------------------------------------- |
| YOASOBI「アイドル」                                                          | 2024年1月                                |
| Mrs. GREEN APPLE「ケセラセラ」                                               | 2025年4月                                |
| トリプル・プラチナ (300,000,000ストリーミング)                               |                                          |
| Ado「唱」                                                                    | 2024年6月                                |
| King Gnu「SPECIALZ」                                                         | 2025年1月                                |
| Mrs. GREEN APPLE「Magic」                                                    | 2025年2月                                |
| スピッツ「美しい鰭」                                                         | 2025年3月                                |
| ダブル・プラチナ (200,000,000ストリーミング)                                 |                                          |
| キタニタツヤ「青のすみか」                                                   | 2024年3月                                |
| 優里「ビリミリオン」                                                         | 2024年4月                                |
| NewJeans「OMG」                                                              | 2024年8月                                |
| YOASOBI「勇者」                                                              | 2024年9月                                |
| Official髭男dism「TATTOO」                                                   | 2025年4月                                |
| プラチナ (100,000,000ストリーミング)                                         |                                          |
| MAN WITH A MISSION × milet「絆ノ奇跡」                                       | 2023年9月                                |
| Vaundy「そんなbitterな話」                                                   | 2023年10月                               |
| マカロニえんぴつ「リンジュー・ラヴ」                                         | 2023年12月                               |
| JUNG KOOK「Seven (feat. Latto) [Clean Ver.]」                                | 2024年1月                                |
| LE SSERAFIM「UNFORGIVEN (feat. Nile Rodgers)」                               | 2024年4月                                |
| LE SSERAFIM「Perfect Night」                                                 | 2024年4月                                |
| Official髭男dism「ホワイトノイズ」                                           | 2024年5月                                |
| あいみょん「愛の花」                                                         | 2024年5月                                |
| NewJeans「Super Shy」                                                        | 2024年5月                                |
| NewJeans「ETA」                                                              | 2024年5月                                |
| SEKAI NO OWARI「最高到達点」                                                 | 2024年5月                                |
| 藤井風「花」                                                                 | 2024年5月                                |
| 緑黄色社会「花になって」                                                     | 2024年5月                                |
| 由薫「星月夜」                                                               | 2024年8月                                |
| JUNG KOOK「Seven (feat. Latto) [Explicit ver.]」                             | 2024年8月                                |
| 羊文学「more than words」                                                    | 2024年9月                                |
| LE SSERAFIM「Eve, Psyche & The Bluebeard's wife」                            | 2024年10月                               |
| 女王蜂「メフィスト」                                                         | 2024年11月                               |
| Mrs. GREEN APPLE「ANTENNA」                                                  | 2024年11月                               |
| 緑黄色社会「サマータイムシンデレラ」                                         | 2024年11月                               |
| マルシィ「ラブソング」                                                       | 2025年1月                                |
| 米津玄師「LADY」                                                             | 2025年1月                                |
| YOASOBI「アドベンチャー」                                                    | 2025年2月                                |
| BE:FIRST「Boom Boom Back」                                                   | 2025年2月                                |
| YOASOBI「セブンティーン」                                                    | 2025年3月                                |
| Ado「向日葵」                                                                | 2025年4月                                |
| ちゃんみな「B級」                                                            | 2025年4月                                |
| ゴールド (50,000,000ストリーミング)                                          |                                          |
| TWICE「MOONLIGHT SUNRISE」                                                   | 2023年5月                                |
| indigo la End「名前は片想い」                                                | 2023年10月                               |
| ヨルシカ「アルジャーノン」                                                   | 2023年10月                               |
| SEVENTEEN「Super」                                                           | 2023年10月                               |
| (G)I-DLE「Queencard」                                                        | 2023年11月                               |
| なとり「フライデー・ナイト」                                                 | 2023年11月                               |
| 崎山蒼志「燈」                                                               | 2023年12月                               |
| Stray Kids「S-Class」                                                        | 2023年12月                               |
| 優里「恋人じゃなくなった日」                                                 | 2024年1月                                |
| 米津玄師「地球儀」                                                           | 2024年1月                                |
| とた「紡ぐ」                                                                 | 2024年2月                                |
| BE:FIRST「Mainstream」                                                       | 2024年2月                                |
| TWICE「SET ME FREE」                                                         | 2024年3月                                |
| BE:FIRST「Smile Again」                                                      | 2024年3月                                |
| TWICE「Hare Hare」                                                           | 2024年3月                                |
| Ado「クラクラ」                                                              | 2024年3月                                |
| NiziU「Paradise」                                                            | 2024年4月                                |
| millennium parade×椎名林檎「W●RK」                                           | 2024年6月                                |
| aespa「Spicy」                                                               | 2024年6月                                |
| JUNG KOOK「3D」                                                              | 2024年6月                                |
| aespa「Drama」                                                               | 2024年6月                                |
| NewJeans「New Jeans」                                                        | 2024年7月                                |
| NiziU「HEARTRIS」                                                            | 2024年7月                                |
| Official髭男dism「SOULSOUP」                                                 | 2024年7月                                |
| King Gnu「硝子窓」                                                           | 2024年8月                                |
| IVE「Baddie」                                                                | 2024年9月                                |
| XG「SHOOTING STAR」                                                          | 2024年10月                               |
| ENHYPEN「Bite Me」                                                           | 2024年10月                               |
| JUNG KOOK「Standing Next to You」                                            | 2024年10月                               |
| Stray Kids「LALALALA」                                                       | 2024年10月                               |
| Vaundy「まぶた」                                                             | 2024年11月                               |
| BSS (SEVENTEEN)「Fighting feat. Lee Young Ji」                               | 2024年11月                               |
| Bonbero, LANA, MFS & Watson「Makuhari」                                      | 2024年11月                               |
| Awich「Bad Bitch 美学 Remix feat. NENE, LANA, MaRI, AI & YURIYAN RETRIEVER」 | 2024年12月                               |
| imase「Nagisa」                                                              | 2024年12月                               |
| ヨルシカ「斜陽」                                                             | 2024年12月                               |
| 清水翔太「Fallin」                                                           | 2025年1月                                |
| Uru「心得」                                                                  | 2025年2月                                |
| ヤングスキニー「ゴミ人間、俺」                                               | 2025年2月                                |
| Official髭男dism「日常」                                                     | 2025年3月                                |
| 福山雅治「想望」                                                             | 2025年4月                                |
| Official髭男dism「Chessboard」                                               | 2025年4月                                |

## アルバム

### IFPI グローバル・アルバム・チャート
※フィジカル、デジタル・ダウンロード、ストリーミングのデータを集計
1. SEVENTEEN『FML』
2. Stray Kids『5-STAR』
3. モーガン・ウォーレン『One Thing at a Time』
4. テイラー・スウィフト『Midnight』
5. テイラー・スウィフト『1989 (Taylor's Version)』
6. NCT DREAM『ISTJ』
7. SZA『SOS』
8. SEVENTEEN『SEVENTEENTH HEAVEN』
9. Stray Kids『ROCK-STAR』
10. トラヴィス・スコット『UTOPIA』

## 日本のアルバム

### Hot Albums 上半期TOP10
集計期間：2022年11月28日 - 2023年5月28日（Billboard JAPAN）
1. King & Prince『Mr.5』
2. Snow Man『i DO ME』
3. SEVENTEEN『FML』
4. Stray Kids『THE SOUND』
5. SixTONES『声』
6. 結束バンド『結束バンド』
7. INI『Awakening』
8. JIMIN『FACE』
9. back number『ユーモア』
10. ジャニーズWEST『POWER』

### オリコンアルバム

#### アルバム 年間TOP25
集計期間：2022年12月26日 - 2023年12月18日
1. King & Prince『Mr.5』
2. Snow Man『i DO ME』
3. SEVENTEEN『FML』
4. Stray Kids『Social Path (feat. LiSA)/Super Bowl - Japanese ver.-』
5. SEVENTEEN『ALWAYS YOURS』
6. SixTONES『声』
7. SEVENTEEN『SEVENTEENTH HEAVEN』
8. なにわ男子『POPMALL』
9. Stray Kids『THE SOUND』
10. King & Prince『ピース』
11. TOMORROW X TOGETHER『SWEET』
12. INI『Awakening』
13. TOMORROW X TOGETHER『The Name Chapter: FREEFALL』
14. ジャニーズWEST『POWER』
15. JO1『EQUINOX』
16. V『Layover』
17. JIMIN『FACE』
18. JUNG KOOK『GOLDEN』
19. King Gnu『THE GREATEST UNKNOWN』
20. back number『ユーモア』
21. TOMORROW X TOGETHER『The Name Chapter: TEMPTATION』
22. TREASURE『REBOOT』
23. Stray Kids『5-STAR』
24. ENHYPEN『ORANGE BLOOD』
25. MISAMO『Masterpiece』

#### デジタルアルバム 年間TOP10
集計期間：2022年12月26日 - 2023年12月18日
1. 結束バンド『結束バンド』
同ランキングの女性グループによる年間1位は史上初[178]
2. YOASOBI『THE BOOK 3』
3. Hey! Say! JUMP『P.U!』
4. Travis Japan『Moving Pieces EP』
5. Ado『ウタの歌 ONE PIECE FILM RED』
6. back number『ユーモア』
7. Mrs. GREEN APPLE『ANTENNA』
8. JUNG KOOK『GOLDEN』
9. King Gnu『THE GREATEST UNKNOWN』
10. 星街すいせい『Specter』

### ゴールドディスク認定
| 作品名                                              | 認定月     |
| ミリオン                                            | ミリオン   |
| --------------------------------------------------- | ---------- |
| King & Prince『Mr.5』                               | 2023年4月  |
| Snow Man『i DO ME』                                 | 2023年5月  |
| SEVENTEEN『FML』                                    | 2023年7月  |
| トリプル・プラチナ                                  |            |
| SEVENTEEN『SEVENTEENTH HEAVEN』                     | 2023年10月 |
| ダブル・プラチナ                                    |            |
| SixTONES『声』                                      | 2023年1月  |
| Stray Kids『THE SOUND』                             | 2023年3月  |
| TOMORROW X TOGETHER『SWEET』                        | 2023年7月  |
| なにわ男子『POPMALL』                               | 2023年7月  |
| プラチナ                                            |            |
| TOMORROW X TOGETHER『The Name Chapter: TEMPTATION』 | 2023年1月  |
| back number『ユーモア』                             | 2023年1月  |
| JIMIN『FACE』                                       | 2023年3月  |
| &TEAM『First Howling : WE』                         | 2023年6月  |
| JO1『EQUINOX』                                      | 2023年9月  |
| NiziU『COCONUT』                                    | 2023年9月  |
| TOMORROW X TOGETHER『The Name Chapter: FREEFALL』   | 2023年10月 |
| JUNG KOOK『GOLDEN』                                 | 2023年11月 |
| &TEAM『First Howling : NOW』                        | 2023年12月 |
| King Gnu『THE GREATEST UNKNOWN』                    | 2023年12月 |
| ゴールド                                            |            |
| KAT-TUN『Fantasia』                                 | 2023年2月  |
| MISIA『MISIA THE GREAT HOPE BEST』                  | 2023年2月  |
| NMB48『NMB13』                                      | 2023年2月  |
| ジャニーズWEST『POWER』                             | 2023年2月  |
| NEWS『音楽 -2nd Movement-』                         | 2023年2月  |
| Agust D『D-DAY』                                    | 2023年4月  |
| IVE『WAVE』                                         | 2023年5月  |
| スピッツ『ひみつスタジオ』                          | 2023年5月  |
| ENHYPEN『DARK BLOOD』                               | 2023年5月  |
| LE SSERAFIM『UNFORGIVEN』                           | 2023年5月  |
| Sexy Zone『Chapter II』                             | 2023年6月  |
| NiziU『COCONUT』                                    | 2023年7月  |
| MISAMO『Masterpiece』                               | 2023年7月  |
| Mrs. GREEN APPLE『ANTENNA』                         | 2023年7月  |
| さとみ『Never End』                                 | 2023年9月  |
| V『Layover』                                        | 2023年9月  |
| XG『NEW DNA』                                       | 2023年10月 |
| Mr.Children『miss you』                             | 2023年10月 |
| YOASOBI『THE BOOK 3』                               | 2023年10月 |
| 日向坂46『脈打つ感情』                              | 2023年11月 |
| ENHYPEN『ORANGE BLOOD』                             | 2023年11月 |
| Ado『Adoの歌ってみたアルバム』                      | 2023年12月 |
| ATEEZ『THE WORLD EP.FIN : WILL』                    | 2023年12月 |
| KinKi Kids『P album』                               | 2023年12月 |
| Travis Japan『Road to A』                           | 2023年12月 |
| Vaundy『replica』                                   | 2023年12月 |
| FANTASTICS from EXILE TRIBE『FANTASTIC ROCKET』     | 2023年12月 |
| Hey! Say! JUMP『PULL UP!』                          | 2023年12月 |
| 松任谷由実『ユーミン乾杯!!』                        | 2023年12月 |
| NCT 127『Fact Check』                               | 2023年12月 |
| NCT DREAM『ISTJ』                                   | 2023年12月 |

## 日本のDVD・Blu-ray

### ゴールドディスク認定
| 作品名                                                                                | 認定月             |
| トリプル・プラチナ                                                                    | トリプル・プラチナ |
| ------------------------------------------------------------------------------------- | ------------------ |
| King & Prince『King & Prince First DOME TOUR 2022 〜Mr.〜』                           | 2023年7月          |
| Snow Man『Snow Man LIVE TOUR 2022 Labo.』                                             | 2023年7月          |
| Snow Man『Snow Man 1st DOME tour 2023 i DO ME』                                       | 2023年12月         |
| ダブル・プラチナ                                                                      |                    |
| King & Prince『King & Prince ARENA TOUR 2022 〜Made in〜』                            | 2023年3月          |
| プラチナ                                                                              |                    |
| なにわ男子『なにわ男子 Debut Tour 2022 1st Love』                                     | 2023年4月          |
| SixTONES『慣声の法則 in DOME』                                                        | 2023年11月         |
| ゴールド                                                                              |                    |
| Kis-My-Ft2『Kis-My-Ftに逢えるde Show 2022 in DOME』                                   | 2023年2月          |
| Sexy Zone『セクシーゾーン ドームツアー2022 ザ・ハイライト』                           | 2023年2月          |
| 関ジャニ∞『関ジャニ∞ ドームLIVE 18祭』                                                | 2023年6月          |
| KinKi Kids『KinKi Kids Concert 2022-2023 24451 〜The Story of Us〜』                  | 2023年7月          |
| ジャニーズWEST『ジャニーズWEST 1st DOME TOUR 2022 TO BE KANSAI COLOR -翔べ関西から-』 | 2023年7月          |
| Hey! Say! JUMP『Hey! Say! JUMP 15th Anniversary LIVE TOUR 2022-2023』                 | 2023年7月          |

## 各チャート
オリコン
- Template:オリコン週間シングルチャート第1位 2023年
- Template:オリコン週間アルバムチャート第1位 2023年
- Template:オリコン週間合算シングルチャート第1位 2023年
- Template:オリコン週間合算アルバムチャート第1位 2023年
- Template:オリコン週間デジタルシングルチャート第1位 2023年
- Template:オリコン週間デジタルアルバムチャート第1位 2023年
- Template:オリコン週間演歌・歌謡シングルチャート第1位 2023年
- Template:オリコン週間DVD音楽チャート第1位 2023年
- Template:オリコン週間DVD総合チャート第1位 2023年
- Template:オリコン週間BD音楽チャート第1位 2023年
- Template:オリコン週間BD総合チャート第1位 2023年
- Template:オリコン週間DVD・BDミュージックチャート第1位 2023年

Billboard JAPAN
- 2023年Billboard Japan Hot 100シングル1位の一覧
- Template:Billboard JAPANシングル・チャート「Billboard JAPAN Hot 100」第1位 2023年
- Template:Billboard JAPANアルバム・チャート「Billboard JAPAN Hot Albums」第1位 2023年
- Template:Billboard JAPANアニメ楽曲・チャート「Hot Animation」第1位 2023年
- Template:Billboard JAPANストリーミング・チャート「Billboard Japan Streaming Songs」第1位 2023年
- Template:Billboard JAPANダウンロード・ソング・チャート「Billboard Japan Download Songs」第1位 2023年
- Template:Billboard JAPANダウンロード・アルバム・チャート「Billboard Japan Download Albums」第1位 2023年
- Template:Billboard JAPANシングル・セールス・チャート「Billboard JAPAN Top Singles」第1位 2023年
- Template:Billboard JAPANアルバム・セールス・チャート「Billboard JAPAN Top Albums」第1位 2023年
- Template:Billboard JAPANアルバム・セールス・チャート「Billboard JAPAN Top Albums」第1位 2023年
- Template:Billboard JAPAN新人アーティストチャート「Heatseekers Songs」第1位 2023年
- Template:Billboard JAPAN作詞家チャート「Hot 100 Lyricists」第1位 2023年

## イベント
| 開催                     | タイトル                                                           |
| ------------------------ | ------------------------------------------------------------------ |
| 1月2日・3日              | TOKYO IDOL PROJECT × @JAM ニューイヤープレミアムパーティー2023     |
| 1月28日・29日            | GMO SONIC 2023                                                     |
| 1月31日                  | SUPERSONIC OSAKA 2023                                              |
| 2月4日                   | BAYCAMP 202302                                                     |
| 2月4日・5日              | でらロックフェスティバル 2023                                      |
| 2月18日                  | FUYU NO YAON                                                       |
| 3月4日・5日              | IMAIKE GO NOW 2023                                                 |
| 3月4日・5日              | 見放題東京 2023                                                    |
| 3月10日 - 19日           | SXSW 2023                                                          |
| 3月18日・19日            | SANUKI ROCK COLOSSEUM 2023                                         |
| 3月25日・26日            | PUNKSPRING 2023                                                    |
| 4月1日・2日              | SYNCHRONICITY'23                                                   |
| 4月1日・2日              | KNOTFEST JAPAN 2023                                                |
| 4月7日・8日・9日         | I ROCKS 2023 stand by LACCO TOWER                                  |
| 4月8日・9日              | YON FES 2023                                                       |
| 4月23日                  | 祝・日比谷野音100周年「オールナイトニッポン MUSIC10 Sunset Party」 |
| 4月29日                  | REQUESTAGE 2023                                                    |
| 4月30日 - 5月6日         | JAPAN JAM 2023                                                     |
| 5月3日 - 7日             | VIVA LA ROCK 2023                                                  |
| 5月20日・21日            | TOKYO METROPOLITAN ROCK FESTIVAL 2023                              |
| 5月20日・21日            | CIRCLE '23                                                         |
| 5月26日 - 28日           | 森、道、市場 2023                                                  |
| 5月27日・28日            | COMING KOBE 2023                                                   |
| 6月3日・4日              | 日比谷音楽祭 2023                                                  |
| 6月3日・4日              | 百万石音楽祭 2023〜ミリオンロックフェスティバル〜                  |
| 6月3日・4日              | SAKAE SP-RING 2023                                                 |
| 6月17日・18日            | SATANIC CARNIVAL 2023                                              |
| 6月17日・18日            | YATSUI FESTIVAL! 2023                                              |
| 6月18日                  | FREEDOM NAGOYA 2023 -EXPO-                                         |
| 6月24日・25日            | DEAD POP FESTiVAL 2023 -解-                                        |
| 7月1日・2日              | 京都大作戦 2023                                                    |
| 7月8日・9日              | Talking Rock! FES.2023                                             |
| 7月15日・16日・17日      | ap bank fes '23 〜社会と暮らしと音楽と〜                           |
| 7月15日・16日・17日      | LuckyFes 2023                                                      |
| 7月22日・23日            | 焼來肉ロックフェス 2023                                            |
| 7月22日・23日            | OSAKA GIGANTIC MUSIC FESTIVAL 2023                                 |
| 7月22日・23日            | NUMBER SHOT 2023                                                   |
| 7月22日・23日            | MURO FESTIVAL 2023                                                 |
| 7月28日・29日・30日      | FUJI ROCK FESTIVAL '23                                             |
| 7月29日・30日            | OGA NAMAHAGE ROCK FESTIVAL vol.12                                  |
| 8月4日・5日・6日         | TOKYO IDOL FESTIVAL 2023                                           |
| 8月5日・6日・11日 - 13日 | ROCK IN JAPAN FESTIVAL 2023                                        |
| 8月11日・12日            | RISING SUN ROCK FESTIVAL 2023 in EZO                               |
| 8月13日                  | Exciting Summer in WAJIKI 2023                                     |
| 8月19日・20日            | SUMMER SONIC 2023                                                  |
| 8月20日                  | Sky Jamboree 2023 〜one pray in nagasaki                           |
| 8月25日 - 27日           | Animelo Summer Live 2023                                           |
| 8月25日 - 27日           | SWEET LOVE SHOWER 2023                                             |
| 8月26日                  | 音楽と髭達 2023-WA-                                                |
| 9月2日・3日              | WANIMA presents 1CHANCE FESTIVAL 2023                              |
| 9月6日                   | 黒フェス 2023 〜白黒歌合戦〜                                       |
| 9月9日・10日             | OSAKA HAZIKETEMAZARE FESTIVAL 2023                                 |
| 9月16日・17日            | 秋田CARAVAN MUSIC FES 2023                                         |
| 9月16日 - 18日           | KOYABU SONIC 2023                                                  |
| 9月16日 - 18日           | TOKYO CALLING 2023                                                 |
| 9月16日 - 18日           | New Acoustic Camp 2023 〜わらう、うたう、たべる、ねっころがる。〜  |
| 9月16日 - 18日           | WILD BUNCH FEST. 2023                                              |
| 9月18日                  | 鬱フェス 2023                                                      |
| 9月23日・24日            | 山人音楽祭 2023                                                    |
| 9月23日・24日            | 中津川 THE SOLAR BUDOKAN 2023                                      |
| 9月30日・10月1日         | PIA MUSIC COMPLEX 2023                                             |
| 10月7日・8日             | Mt.FUJIMAKI 2023                                                   |
| 10月7日・8日・9日        | イナズマロックフェス 2023                                          |
| 11月3日・4日・5日        | MONGOL800 ga FESTIVAL What a Wonderful World!! 23                  |
| 11月3日・4日・5日        | バズリズムLIVE 2023                                                |
| 11月3日・4日・5日        | ボロフェスタ 2023                                                  |
| 11月25日・26日           | shima fes SETOUCHI 2023                                            |
| 12月1日 - 3日            | 年末調整GIG 2023                                                   |
| 12月2日                  | BLAZE UP NAGASAKI 2023                                             |
| 12月16日・17日           | 響都超特急                                                         |
| 12月28日 - 31日          | COUNTDOWN JAPAN 23/24                                              |

### 中止・延期となったイベント
| 開催予定日     | タイトル                |
| -------------- | ----------------------- |
| 5月20日・21日  | AMSフェスティバル2023   |
| 6月3日・4日    | 頂 -ITADAKI- 2023       |
| 未定           | KESEN ROCK FESTIVAL '23 |
| 10月7日 - 9日  | Aichiアニソンフェス     |
| 10月8日 - 10日 | X-CON 2023              |

### 日本武道館公演
- 1月2日 - 清水ミチコ
- 1月3日 - 氣志團[192]
- 1月4日 - SHISHAMO
- 1月7日・8日 - INI（8日は二部制）[193]
- 1月14日・15日 - THE IDOLM@STER MILLION LIVE! MILLIONSTARS
- 1月17日・18日 - カネコアヤノ[194]
- 1月19日 - 湘南乃風[195]
- 1月21日・22日 - T.M.Revolution
- 1月24日 - ポルノグラフィティ[196]
- 1月25日 - 上白石萌音[197]
- 1月27日・28日・29日 - リスアニ!LIVE
- 2月1日 - ハルカミライ[198]
- 2月4日 - 渡辺美里
- 2月8日・9日 - ヨルシカ
- 2月10日 - ONAKAMA 2023（BLUE ENCOUNT・THE ORAL CIGARETTES・04 Limited Sazabys）
- 2月11日 - BLUE ENCOUNT
- 2月14日 - 菅田将暉
- 2月15日・16日 - Official髭男dism
- 2月18日・19日 - My Hair is Bad
- 2月21日 - Golden Circle Special いつかの僕らの夢、星になれたかな
- 2月23日・24日 - 吉川晃司
- 2月27日 - メガデス
- 2月28日 - Juice=Juice
- 3月1日 - KEYTALK[199]
- 3月2日 - =LOVE
- 3月4日・5日 - 東京03×Creepy Nuts[200]
- 3月6日 - ReoNa
- 3月7日 - ブライアン・アダムス
- 3月8日 - KANDYTOWN[201]
- 3月11日 - GRANRODEO
- 3月12日 - DEEN[202]
- 3月13日 - ディープ・パープル
- 3月14日 - MeseMoa.
- 3月15日 - ぜんぶ君のせいだ。[203]
- 3月30日 - クマリデパート[204]
- 4月15日・18日・19日・21日・22日・24日 - エリック・クラプトン[205]
- 4月17日 - ドゥービー・ブラザーズ
- 4月30日 - ドリーム・シアター
- 5月1日 - TOKYO FM LIVE INCLUSION 2023
- 5月3日 - THE STREET SLIDERS[206]
- 5月7日 - Hump Back
- 5月11日・12日 - THE DANCE DAY LIVE 2023
- 5月13日 - ExWHYZ
- 5月15日 - BEYOOOOONDS[207][208]
- 5月20日・21日 - milet
- 5月29日 - Juice=Juice
- 6月3日 - ウヨン
- 6月23日 - STUTS
- 6月26日 - モーニング娘。'23[209]
- 6月29日・28日 - ≠ME
- 7月7日・8日 - 松田聖子
- 7月15日 - the GazettE
- 7月21日 - TOTO
- 7月25日・26日 - MR.BIG
- 8月10日・12日・13日 - 福山雅治
- 8月16日・17日 - 男闘呼組[210]
- 8月19日・20日 - 松田聖子
- 8月24日・25日 - 男闘呼組[210][211]
- 8月29日・30日 - Ado
- 9月2日 - 吉川晃司
- 9月7日・8日 - 長渕剛[212]
- 9月14日・15日 - KREVA[213]
- 9月16日 - ハロウィン
- 9月19日 - 9mm Parabellum Bullet
- 9月21日 - EXILE TAKAHIRO[214]
- 9月22日 - Fear, and Loathing in Las Vegas
- 9月23日 - ディーン・フジオカ
- 9月28日・29日 - 松任谷由実
- 10月6日 - flumpool
- 10月13日・14日 - 清水翔太
- 10月15日 - ストレイテナー
- 10月20日・21日・22日 - AKB48
- 10月25日 - s**t kingz
- 10月28日・29日 - 松任谷由実
- 11月6日 - つばきファクトリー
- 11月8日・9日 - CNBLUE
- 11月11日・12日 - 04 Limited Sazabys
- 11月26日・27日 - PEDRO
- 11月30日・12月2日・3日 - GLAY
- 12月6日 - Juice=Juice
- 12月8日・9日 - 梶浦由記「Kaji Fes. 2023」
- 12月14日・16日・17日・19日 - 矢沢永吉[215]
- 12月21日 - ハルカミライ
- 12月22日 - スキマスイッチ[216]
- 12月23日・24日 - THE ALFEE[217]
- 12月25日 - UVERworld
- 12月26日 - 秦基博
- 12月27日 - シド
- 12月28日 - THE YELLOW MONKEY
- 12月29日 - BUCK-TICK[218]
- 12月30日・31日 - 葉加瀬太郎

### 東京ドーム公演
- 1月1日 - Hey! Say! JUMP
- 1月7日・8日・9日 - 関ジャニ∞
- 2月11日・12日 - THE IDOLM@STER M@STERS OF IDOL WORLD!!!!! 2023
- 2月16日・17日 - Nissy
- 2月19日 - レッド・ホット・チリ・ペッパーズ
- 4月4日・5日 - ONE OK ROCK
- 4月8日・9日 - BLACKPINK
- 4月15日・16日 - back number
- 4月21日・22日・23日 - SixTONES[219]
- 5月17日・18日 - 乃木坂46[52]
- 5月27日・28日 - SEVENTEEN[220]
- 6月10日・11日・12日 - Snow Man[221]
- 6月24日・25日 - 東方神起[222]
- 6月29日 - BiSH[223]
- 8月5日・6日 - aespa[224]
- 8月19日・20日 - ジャニーズJr.[225]
- 9月1日・2日 - DREAMS COME TRUE
- 9月6日・7日 - SEVENTEEN
- 9月13日・14日 - ENHYPEN[226]
- 10月28日・29日 - Stray Kids[227]
- 11月6日・7日 - コールドプレイ
- 11月14日 - MY FIRST STORY・ONE OK ROCK
- 11月28日・29日 - 2023MAMA AWORDS[228]
- 12月2日・3日・4日 - 三代目 J SOUL BROTHERS[229]
- 12月9日・10日 - 異次元フェス アイドルマスター★♥ラブライブ!歌合戦
- 12月16日・17日 - KinKi Kids[230]
- 12月20日・21日 - NEWS[231]
- 12月24日・25日・26日 - Sexy Zone[232]
- 12月29日・30日・31日 - Hey! Say! JUMP

## スポーツ大会のテーマソング
第101回全国高等学校サッカー選手権大会
- Saucy Dog 「現在を生きるのだ。」
日本テレビ他（応援歌）

第105回全国高等学校野球選手権大会
- EXILE ATSUSHI feat. 東京スカパラダイスオーケストラ ホーンセクション「フォトグラフ」
朝日放送（夏の高校野球応援ソング・『熱闘甲子園』テーマソング）[233]

FIBAバスケットボール・ワールドカップ2023
- 藤井風「Workin' Hard」
日本テレビ系・テレビ朝日系（共通テーマソング）[234]

ラグビーワールドカップ2023
- MISIA & Rockon Social Club「傷だらけの王者」
NHK（中継テーマソング）[235]
- 嵐「BRAVE」
日本テレビ系（中継イメージソング）[注釈 13][236]

2023年世界陸上競技選手権大会・2023年アジア競技大会
- 星野源「生命体」
TBS系（中継テーマソング）[237]

FIVBパリ五輪予選/2023年ワールドカップバレーボール
- Mrs. GREEN APPLE「ANTENNA」
フジテレビ系（日本代表応援ソング）[238]

Tリーグ
- 内田雄馬「Shot」
2023-2024シーズンテーマソング

第102回全国高等学校サッカー選手権大会
- BE:FIRST「Glorious」
日本テレビ他（応援歌）

第103回全国高等学校ラグビーフットボール大会
- SUPER BEAVER「値千金」
毎日放送（中継テーマソング）

## サブスクリプション解禁
- 1月11日 - 早見優
- 1月13日 - ゲーム『アイドルマスター』関連楽曲
- 1月20日 - □□□
- 2月1日 - アニメ「プリキュアシリーズ」関連楽曲（790曲以上）
- 2月8日 - 堀ちえみ（223曲）[239]
- 3月1日 - LINK
- 3月3日 - MYTH & ROID[240]
- 3月12日 - 奥井雅美（199曲）
- 3月21日 - 大瀧詠一（13作品）
- 4月5日 - フライングドッグサウンドトラック（24作）
- 4月12日 - 三宅健[241]
- 4月26日 - 江口洋介（57曲）
- 4月28日 - 鶴久政治
- 4月30日 - タイナカサチ
- 5月6日 - きみとバンド（21曲）
- 5月24日 - 森山良子（14作品）
- 6月15日 - 中西圭三（約200曲）
- 6月21日 - ザ・タイガース（30曲）[242]
- 7月2日 - 木村拓哉（Spotify限定、2作品）
- 7月6日 - P-MODEL[243]
- 7月19日 - 今井優子
- 7月21日 - 叫ぶ詩人の会
- 7月26日 - 伊東ゆかり
- 8月3日 - 「スーパー戦隊シリーズ」関連楽曲（619曲）[244]
- 8月23日 - 梓みちよ
- 8月31日 - ゲーム『真・女神転生』シリーズ関連楽曲[245]
- 9月10日 - オーイシマサヨシ（KADOKAWAからリリースの楽曲）
- 9月10日 - OxT（同上）
- 9月20日 - 「イナズマイレブン」シリーズ関連楽曲[246]
- 9月28日 - 乙葉[247]
- 10月5日 - やしきたかじん（ベルウッド・レコードおよびキングレコードからリリースの楽曲）
- 10月11日 - 菅野よう子[248]
- 10月12日 - 江口洋介[249]
- 10月25日 - WaT[250]
- 10月25日 - 華原朋美（ワーナーミュージック・ジャパンからリリースの楽曲）[251]
- 11月1日 - ザ・ルースターズ（13作品）[252]
- 11月29日 - KAN
- 11月30日  - 森田童子 (6曲)[253]
- 12月8日 - 倉木麻衣（439曲）[254]
- 12月20日・12月27日 -  KAN（ポリドール〈1987年 - 1995年〉・マーキュリー〈1996年・1997年〉在籍時のリリース作品）[255]

## 主要な賞
| 賞                                                 | 受賞作・受賞者 |                   |
| -------------------------------------------------- | --- | ----------------- |
| 第70回尾高賞                                       | - 一柳慧「ヴァイオリンと三味線のための二重協奏曲」 - 藤倉大「尺八協奏曲」 |                   |
| 第65回日本レコード大賞                             | - 大賞 - Mrs. GREEN APPLE「ケセラセラ」 - 優秀作品賞 - 新しい学校のリーダーズ「オトナブルー」 - 緑黄色社会「サマータイムシンデレラ」 - Ado「唱」 - 純烈「だってめぐり逢えたんだ」 - NewJeans「Ditto」 - JO1「Trigger」 - imase「NIGHT DANCER」 - 市川由紀乃「花わずらい」 - BE:FIRST「Mainstream」 - 最優秀新人賞 - FRUITS ZIPPER - 最優秀歌唱賞 - JUJU - 特別賞 - ano - 「呪術廻戦」 - NewJeans - 特別国際音楽賞 - ENHYPEN - YOASOBI - 作曲賞 - Ayase「アイドル」 - 作詩賞 - Hiro「I’m a mess」 - 編曲賞 - 本間昭光「星見酒（ほしみざけ）」 |                   |
| 第56回日本作詩大賞                                 | - 三山ひろし「北海港節」（いではく） |                   |
| 第41回JASRAC賞                                     | - 金賞 - 優里「ドライフラワー」 - 銀賞 - YOASOBI「夜に駆ける」 - 銅賞 - Aimer「残響散歌」 - 国際賞 - 「NARUTO -ナルト- 疾風伝」BGM - 外国作品賞 - BTS「Butter」 |                   |
| 第37回日本ゴールドディスク大賞                     | - アーティスト・オブ・ザ・イヤー（邦楽） - Snow Man - アーティスト・オブ・ザ・イヤー（洋楽） - ザ・ビートルズ - ベスト・エイジアン・アーティスト - BTS - ニュー・アーティスト・オブ・ザ・イヤー（邦楽） - OCHA NORMA |                   |
| 第33回朝日作曲賞                                   | - 渡口公康「行進曲「勇気の旗を掲げて」」 |                   |
| 第33回芥川作曲賞                                   | - 向井航『ダンシング・クィア オーケストラのための』 |                   |
| 第22回MTV Video Music Awards Japan                 | \| 賞 \| アーティスト・タイトル \| 監督 \| \| ----------------------------------------------- \| ---------------------------------------- \| ----------------- \| \| 最優秀ビデオ賞 最優秀視覚効果賞 \| Mrs. GREEN APPLE「ケセラセラ」 \| 戸塚富士丸 \| \| 最優秀ソロアーティストビデオ賞JAPAN部門 \| aiko「果てしない二人」 \| 山岸聖太 \| \| 最優秀ソロアーティストビデオ賞INTERNATIONAL部門 \| オリヴィア・ロドリゴ「vampire」 \| \| \| 最優秀グループビデオ賞JAPAN部門 \| 乃木坂46「おひとりさま天国」 \| 伊藤衆人 \| \| 最優秀グループビデオ賞INTERNATIONAL部門 \| Stray Kids「CASE 143」 \| 725 of SL8 \| \| 最優秀新人アーティストビデオ賞JAPAN部門 \| ano「ちゅ、多様性。」 \| \| \| 最優秀新人アーティストビデオ賞INTERNATIONAL部門 \| JVKE「golden hour」 \| \| \| 最優秀ロックビデオ賞 \| 10-FEET「第ゼロ感」 \| \| \| 最優秀オルタナティブビデオ賞 \| Mrs. GREEN APPLE「Magic」 \| \| \| 最優秀ポップビデオ賞 \| NiziU「Paradise」 \| \| \| 最優秀R&Bビデオ賞 \| 山下智久「Sweet Vision」 \| \| \| 最優秀ヒップホップビデオ賞 \| BAD HOP「Champion Road」 \| \| \| 最優秀ダンスビデオ賞 \| 櫻坂46「Start over!」 \| 加藤ヒデジン \| \| 最優秀コラボレーションビデオ賞JAPAN部門 \| millennium parade × 椎名林檎「W●RK」 \| 児玉裕一 \| \| 最優秀コラボレーションビデオ賞INTERNATIONAL部門 \| サム・スミス & キム・ペトラス「Unholy」 \| Floria Sigismondi \| \| 最優秀ストーリービデオ賞 \| マカロニえんぴつ「悲しみはバスに乗って」 \| \| \| 最優秀アートディレクションビデオ賞 \| アイナ・ジ・エンド「Red:birthmark」 \| \| \| 最優秀撮影賞 \| 日向坂46「Am I ready?」 \| 白石剛浩 \| \| 最優秀振付賞 \| 新しい学校のリーダーズ「オトナブルー」 \| \| \| 最優秀アーティスト賞 \| Mrs. GREEN APPLE \| \| \| 最優秀グループ賞 \| BE:FIRST \| \| \| Best Buzz Award \| NewJeans \| \| \| Rising Star Award \| WOLF HOWL HARMONY \| \| \| Daisy Bell Award \| まらしぃ×じん×堀江晶太「新人類」 \| \| \| Global Icon Award \| チャウヌ \| \| \| Best Asia Celebrity \| Bright \| \| \| Best Asia Group \| THE BOYZ \| \| \| Upcoming Dance & Vocal Group \| DXTEEN、LIL LEAGUE from EXILE TRIBE \| \| \| 最優秀楽曲賞 Best Animation Video \| YOASOBI「アイドル」 \| \| \| 最優秀アルバム賞 \| aiko「今の二人をお互いが見てる」 \| \| |                   |
| 第19回ULTIMATE MC BATTLE                           | - UMB本戦優勝 - GOTIT - THE CHOICE IS YOURS優勝 - GIL |                   |
| 第18回BAZOOKA!!! 高校生RAP選手権                   | - 優勝 - $hamis |                   |
| 第15回CDショップ大賞                               | - 大賞・赤 - 藤井風「LOVE ALL SERVE ALL」 - 大賞・青 - 羊文学「our hope」 赤賞・入賞 - あいみょん「瞳へ落ちるよレコード」 - Ado「ウタの歌 ONE PIECE FILM RED」 - Ado「狂言」 - 宇多田ヒカル「BADモード」 - ELLEGARDEN「The End of Yesterday」 - 小田和正「early summer 2022」 - Original Love「MUSIC, DANCE & LOVE」 - Creepy Nuts「アンサンブル・プレイ」 - 坂本慎太郎「物語のように」 - SUPER BEAVER「東京」 - にしな「1999」 - Mrs. GREEN APPLE「Unity」 - 山下達郎「SOFTLY」 - 優里「壱」 青賞・入賞 - ego apartment「EGO APARTMENT」 - Kroi「telegraph」 - 黒子首「ペンシルロケット」 - Saucy Dog「サニーボトル」 - Chilli Beans.「Chilli Beans.」 - Deep Sea Diving Club「Let's Go! DSDC!」 - BE:FIRST「BE:1」 - マルシィ「Memory」 - 和ぬか「青二才」 |                   |
| 第14回ビルボード・ジャパン・ミュージック・アワード | - Hot 100 of the Year - YOASOBI「アイドル」 - Artist of the Year - YOASOBI |                   |
| 第13回MPA賞                                        | - スタンダード・ソング賞（JASRAC） - 天才バカボン - スタンダード・ソング賞（NexTone） - 独りんぼエンヴィー - ヒット・ソング賞（JASRAC） - ミックスナッツ - ヒット・ソング賞（NexTone） - 新時代 |                   |
| 第12回アイドル楽曲大賞                             | - メジャーアイドル楽曲部門 - CYNHN「楽の上塗り」 - インディーズ/地方アイドル部門 - fishbowl「八月」 - アルバム部門 - fishbowl『王国』 - 推し箱部門 - CYNHN |                   |
| 第10回アイドルソロクイーンコンテスト               | - 優勝 - Nao+ |                   |
| 第9回KING OF KINGS                                 | - 優勝 - MOL53 |                   |
| 第8回閃光ライオット                                | - グランプリ・マイナビ賞 - でかくてまるい。 - 審査員特別賞 - shoki |                   |
| 第7回NexTone Award                                 | - Gold Medal - Ado「うっせぇわ」 - Silver Medal - Ado「踊」 - Bronse Medal - Chinozo「グッバイ宣言」 - 特別賞 - Vaundy |                   |
| 第6回APPLE VINEGAR - Music Award -                 | - 大賞 - 松丸契「The Moon, Its Recollections Abstracted」 - 特別賞 - ANORAK!「ANORAK!」 - ID「B1」 - ウ山あまね「ムームート」 - 大石晴子「脈光」 - Laura day romance「roman candles \| 憧憬蝋燭」 - the hatch「shape of raw to come」 |                   |
| 第4回NEXT IDOL GRANDPRIX                           | - グランプリ - SAI²Rium - 準グランプリ - 翡翠キセキ |                   |
| GQ MEN OF THE YEAR 2023                            | - ブレイクスルー・アーティスト賞 - 新しい学校のリーダーズ - レジェンダリー・ミュージシャン賞 - 久石譲 - ベスト・アーティスト賞 - Mrs. GREEN APPLE |                   |
| Yahoo!検索大賞2023                                 | - ミュージシャン部門1位 - 新しい学校のリーダーズ - 楽曲部門 - YOASOBI「アイドル」 - ネクストブレイク人物部門 - ＃KTちゃん、シクフォニ、林祐衣 |                   |
| ラップスタア誕生!2023                              | - 優勝 - ShowyVICTOR |                   |
| 賞                                                 | アーティスト・タイトル | 監督              |
| 最優秀ビデオ賞 最優秀視覚効果賞                    | Mrs. GREEN APPLE「ケセラセラ」 | 戸塚富士丸        |
| 最優秀ソロアーティストビデオ賞JAPAN部門            | aiko「果てしない二人」 | 山岸聖太          |
| 最優秀ソロアーティストビデオ賞INTERNATIONAL部門    | オリヴィア・ロドリゴ「vampire」 |                   |
| 最優秀グループビデオ賞JAPAN部門                    | 乃木坂46「おひとりさま天国」 | 伊藤衆人          |
| 最優秀グループビデオ賞INTERNATIONAL部門            | Stray Kids「CASE 143」 | 725 of SL8        |
| 最優秀新人アーティストビデオ賞JAPAN部門            | ano「ちゅ、多様性。」 |                   |
| 最優秀新人アーティストビデオ賞INTERNATIONAL部門    | JVKE「golden hour」 |                   |
| 最優秀ロックビデオ賞                               | 10-FEET「第ゼロ感」 |                   |
| 最優秀オルタナティブビデオ賞                       | Mrs. GREEN APPLE「Magic」 |                   |
| 最優秀ポップビデオ賞                               | NiziU「Paradise」 |                   |
| 最優秀R&Bビデオ賞                                  | 山下智久「Sweet Vision」 |                   |
| 最優秀ヒップホップビデオ賞                         | BAD HOP「Champion Road」 |                   |
| 最優秀ダンスビデオ賞                               | 櫻坂46「Start over!」 | 加藤ヒデジン      |
| 最優秀コラボレーションビデオ賞JAPAN部門            | millennium parade × 椎名林檎「W●RK」 | 児玉裕一          |
| 最優秀コラボレーションビデオ賞INTERNATIONAL部門    | サム・スミス & キム・ペトラス「Unholy」 | Floria Sigismondi |
| 最優秀ストーリービデオ賞                           | マカロニえんぴつ「悲しみはバスに乗って」 |                   |
| 最優秀アートディレクションビデオ賞                 | アイナ・ジ・エンド「Red:birthmark」 |                   |
| 最優秀撮影賞                                       | 日向坂46「Am I ready?」 | 白石剛浩          |
| 最優秀振付賞                                       | 新しい学校のリーダーズ「オトナブルー」 |                   |
| 最優秀アーティスト賞                               | Mrs. GREEN APPLE |                   |
| 最優秀グループ賞                                   | BE:FIRST |                   |
| Best Buzz Award                                    | NewJeans |                   |
| Rising Star Award                                  | WOLF HOWL HARMONY |                   |
| Daisy Bell Award                                   | まらしぃ×じん×堀江晶太「新人類」 |                   |
| Global Icon Award                                  | チャウヌ |                   |
| Best Asia Celebrity                                | Bright |                   |
| Best Asia Group                                    | THE BOYZ |                   |
| Upcoming Dance & Vocal Group                       | DXTEEN、LIL LEAGUE from EXILE TRIBE |                   |
| 最優秀楽曲賞 Best Animation Video                  | YOASOBI「アイドル」 |                   |
| 最優秀アルバム賞                                   | aiko「今の二人をお互いが見てる」 |                   |

## メジャーデビュー

### 1月
- 1月6日 - Kvi Baba「TOMBI」
- 1月8日 - Subway Daydream「Stand By me」
- 1月11日 - PIGGS「負けんなBABY」
- 1月11日 - moon drop「愛の縫目」
- 1月11日 - LIL LEAGUE「Hunter」
- 1月14日 - チュロス「Take it easy」
- 1月18日 - ゴホウビ「好きな服」
- 1月20日 - 玉井詩織「暁」（ソロデビュー）
- 1月21日 - コットン「このまま」
- 1月24日 - MISAMO（MOMO・SANA・MINA）「Bouquet」
- 1月25日 - カネヨリマサル「わたしのノクターン」
- 1月25日 - バスクのスポーツ「AVATAMA」
- 1月25日 - 宮迫博之「セカンドプロポーズ」
- 1月25日 - ONE LOVE ONE HEART「LOVE」

### 2月
- 2月8日 - 舞乃空「うたかた/春凪」
- 2月8日 - ヤングスキニー「らしく」
- 2月15日 - 超学生「超」（CDデビュー）
- 2月15日 - SODA KIT「DRAMA」
- 2月15日 - tonun「Friday Night」
- 2月22日 - あまのじゃく「どっち!?/俺たち」
- 2月22日 - Amber's「buddy」（CDデビュー）
- 2月22日 - NOA「NO.A」
- 2月22日 - 丁「ヒトミナカ」
- 2月22日 - 緋月ゆい「Feel the winds」
- 2月22日 - THE FRANK VOX「VOX BOX」
- 2月22日 - ポップしなないで「戦略的生存」
- 2月27日 - リサイクルシテネ「懐かしくなってくれない」

### 3月
- 3月1日 - IBERIs&「We Don't Stop!」
- 3月1日 - 中村ゆりか「Moonlight」
- 3月2日 - Sunny Sunny「One Sunny Day」
- 3月6日 - ぺこぱ「Earth」
- 3月8日 - 幾田りら「Sketch」（CDデビュー）
- 3月15日 - ジュースごくごく倶楽部「ジュースごくごく倶楽部の1杯目」
- 3月15日 - holo*27「holo*27 Originals Vol.1」「holo*27 Covers Vol.1」
- 3月15日 - 三浦寿莉「君の隣で。」
- 3月15日 - ヤングスキニー「歌にしてしまえば、どんなことでも許されると思っていた」（CDデビュー）
- 3月15日 - YOAKE「YOAKE」
- 3月17日 - コニー「Wake up」
- 3月22日 - 石川紅奈「Kurena」
- 3月22日 - edhiii boi「edhiii boi is here」（CDデビュー）
- 3月22日 - moon drop「僕の唄で君に永遠を」（CDデビュー）
- 3月29日 - 梅田サイファー「RAPNAVIO」（CDデビュー）
- 3月29日 - 佐藤優樹「Ding Dong/ロマンティックなんてガラじゃない」（ソロデビュー）

### 4月
- 4月5日 - 上野大樹「新緑」
- 4月5日 - GOOD BYE APRIL「BRAND NEW MEMORY」
- 4月5日 - 月詠み「逆転劇」
- 4月5日 - ユプシロン「ZERO」
- 4月8日 - katagiri「きみはうつくし (prod. yonkey)」
- 4月12日 - 今夜、あの街から「クウフク(starring VALSHE)」
- 4月16日 - 緑仙「ジョークス」
- 4月17日 - 龍宮城「RONDO」
- 4月18日 - haju:harmonics「Ember」
- 4月19日 - Ochunism「Scramble」（CDデビュー）
- 4月19日 - ZILLION「EMO」
- 4月19日 - DEVILOOF「DAMNED」
- 4月26日 - KG9「Higher Higher」
- 4月26日 - Spicy Candy「明日のあたし」
- 4月26日 - FANCYLABO「Flash Light」
- 4月26日 - MaiR「未完星」
- 4月26日 - 松本千夏「となりあわせ」
- 4月28日 - 小林私「杮落とし」

### 5月
- 5月1日 - 悠馬「カーテン」
- 5月3日 - ブルーベリーソーダ「天使が通る」
- 5月3日 - MOONCHILD「DELICIOUS POISON」
- 5月5日 - 梟note「オボツカナシ」
- 5月10日 - クジラ夜の街「春めく私小説」
- 5月10日 - Deep Sea Diving Club「Mix Wave」
- 5月10日 - DXTEEN「Brand New Day」[258]
- 5月12日 - 桜田通「MIRAI」
- 5月17日 - サンドリオン「Angel Ladder」
- 5月17日 - MAZZEL「Vivid」
- 5月17日 - 麗奈「君とあなたと私と僕と、情熱と」
- 5月24日 - ASOBI同盟「誰も彼も何処も何も知らない」
- 5月24日 - Atomic Skipper「Orbital」
- 5月24日 - 音莉飴「運命共同体!」
- 5月24日 - The 13th tailor「Gospelion in a classic love」
- 5月24日 - shiratoishy「つりでも行こうか/ちっぽけなぼくら」
- 5月24日 - 来栖りん「I wish」
- 5月24日 - SODA KIT「Formula」（CDデビュー）
- 5月31日 - Kvi Baba「Jesus Loves You」（CDデビュー）
- 5月31日 - ざきのすけ。「彼は誰どき」
- 5月31日 - 千也茶丸「ネオン」（ソロデビュー）[259]
- 5月31日 - ツチヤカレン「オキナワ」
- 5月31日 - Devil ANTHEM.「ar」
- 5月31日 - 林和希「I」（ソロデビュー）
- 5月31日 - 堀内まり菜「Just a little bit」
- 5月31日 - 森大翔「69 Jewel Beetle」（CDデビュー）

### 6月
- 6月14日 - 伊波杏樹「Killer Bee」
- 6月14日 - きゃない「僕はヒーローになれない」（リリース中止）
- 6月14日 - tonun「Intro」（CDデビュー）
- 6月14日 - NANIMONO「むりなんだがw」
- 6月14日 - haju:harmonics「Ember」（CDデビュー）
- 6月14日 - UniteUp!「UniteUp!」
- 6月21日 - 鈴木マツヲ（鈴木慶一+松尾清憲）「ONE HIT WONDER」
- 6月21日 - ツユ「アンダーメンタリティ」（CDデビュー）
- 6月21日 - BOSS★岡[注釈 14]「かすり傷」[260]
- 6月21日 - miyako（LOVEBITES）「覚醒のエチュード」（ソロデビュー）
- 6月23日 - 毎日ユニーク「PKNOUTA」
- 6月28日 - 小林私「象形に裁つ」（CDデビュー）
- 6月30日 - XY「Crazy Love」

### 7月
- 7月5日 - 十明「灰かぶり」
- 7月5日 - 岬なこ「day to YOU」（ソロデビュー）
- 7月5日 - 梅谷心愛「磐越西線ひとり」[261]
- 7月5日 - SUPER JUNIOR-L.S.S.「シャッター閉めろ」
- 7月7日 - MIDNIGHT LONELY BOYZ「LUNAR」
- 7月9日 - BiTE A SHOCK「Patient!!」
- 7月11日 - 未知やすえ「めっせいじ」[262]
- 7月12日 - TESTSET「1STST」
- 7月12日 - Funky Diamond18[注釈 15]「PRIMEMAX」[263]
- 7月13日 - ASOUND「オリジナル」
- 7月14日 - SHO HENDRIX「草花と火山の物語」（別名義）
- 7月15日 - CHiCO「光のありか」（ソロデビュー）
- 7月19日 - ASIAN BLACK「赤い薔薇」
- 7月19日 - 中島怜「サプライズ」
- 7月19日 - ONCE（杉本雄治）「Amazing Grace」（ソロデビュー）[264]
- 7月20日 - MINAMI「繋いだ手」
- 7月21日 - (sic)boy「HOLLOW」
- 7月26日 - SNARE COVER「Hourglass」
- 7月26日 - 花冷え。「来世は偉人!」
- 7月26日 - ヘラヘラ三銃士「HANGOVER」
- 7月26日 - milk&honey「DA・DA・DA」
- 7月30日 - zanene「金持ちすぎて共感できないラブソング」
- 7月30日 - Hana Hope「flowers」

### 8月
- 8月2日 - 綴「NAME」
- 8月2日 - 太陽と踊れ「あっちむいてベイベー!」
- 8月2日 - 月夜に唄え「幾望」
- 8月2日 - 峯田茉優「WHO ARE ME?」
- 8月2日 - Michael Kaneko「1999」
- 8月7日 - 長妻怜央 from 7ORDER「シンデレラストーリー」（ソロデビュー）
- 8月9日 - 乃紫「夢見る少女じゃいられない」
- 8月11日 - Absolute area「ノスタルジア」
- 8月11日 - 未知やすえ・内場勝則「ちぐはぐ最強夫婦」
- 8月12日 - 高井俊彦&森田まりこ「しんきげきといっしょ」
- 8月16日 - ICEx「CANDY」
- 8月16日 - ODDLORE「ONE BY ONE」（CDデビュー）
- 8月16日 - HATE and TEARS「ARRIVAL POINT」
- 8月16日 - Lezel「Plot」
- 8月23日 - WENDY「Don't waste my YOUTH」
- 8月23日 - Awkmiu「アロー」
- 8月23日 - 岡野昭仁「Walkin' with a song」（ソロデビュー）
- 8月23日 - KID PHENOMENON from EXILE TRIBE「Wheelie」
- 8月23日 - THE JET BOY BANGERZ from EXILE TRIBE「Jettin'」
- 8月23日 - WOLF HOWL HARMONY from EXILE TRIBE「Sweet Rain」
- 8月30日 - Orangestar「And So Henceforth,」
- 8月30日 - Star★Shiμ'ne!!!「ひみCHU★プリラブマジック/燦然☆アスタリウム」
- 8月30日 - somei「憂う門には福来たる」
- 8月30日 - ダンビラムーチョ「なみだのあとに」
- 8月30日 - トゲナシトゲアリ「気鬱、白濁す」
- 8月30日 - 僕が見たかった青空「青空について考える」
- 8月30日 - LEEVELLES「ヨルヲカケル」

### 9月
- 9月1日 - REIKO「No More」
- 9月2日 - 吉本新喜劇20'S 秘蔵っ子「オレたちゃ秘蔵っ子」
- 9月6日 - 遠藤章造 feat.mckj「愛☆ホホホイ～LOVE&PEACE&HOHOHOI～」
- 9月6日 - arban「Darling」
- 9月6日 - crhug「Zero Distance」
- 9月6日 - w.o.d.「STARS」（CDデビュー）
- 9月6日 - totemぽぉる「LOVE」
- 9月6日 - 煮ル果実「FRUITAGE」
- 9月6日 - Blue Journey「夜明けのうた」
- 9月6日 - ユプシロン「ガタカ」
- 9月6日 - Rio「ZERO」
- 9月6日 - りんごちゃん「TOWADA〜aoimori〜」（CDデビュー）[265]
- 9月6日 - 夏海姉妹「ホテル砂漠」（歌手デビュー）[266]
- 9月13日 - MA55IVE THE RAMPAGE「INVADERZ」（CDデビュー）
- 9月13日 - 龍宮城「2 MUCHZ」（CDデビュー）
- 9月13日 - Young Kee「Wicked Love」
- 9月18日 - shallm「センチメンタル☆ラッキーガール」
- 9月20日 - COCO NEEDs NEW ROCK「Bee」
- 9月20日 - 月詠み「アナザームーン」（CDデビュー）
- 9月20日 - 佐々木麻衣「約束岬」[267]
- 9月27日 - 川後陽菜 ＆ YONAKA Band「ふたつの影」
- 9月27日 - SG&DJ GINTA「Way Back Home」
- 9月27日 - ダズビー「orbit」（CDデビュー）
- 9月27日 - TOMOO「TWO MOON」（CDデビュー）
- 9月27日 - ＃ババババンビ「ゲイシャフジヤマ」[268]
- 9月27日 - HATE and TEARS「Make a Change REMIX」（CDデビュー）

### 10月
- 10月1日 - FZMZ「BROKEN GAMES」
- 10月4日 - AZKi「3枚目の地図」
- 10月4日 - KOTORI「秘密」
- 10月4日 - TiU「SHOW TiME」
- 10月4日 - 緑仙「パラグラム」（CDデビュー）
- 10月11日 - HEY-SMITH「Say My Name」
- 10月11日 - Most Lady Killer「Cry」
- 10月14日 - AliA「あいことば」
- 10月18日 - Kaco「アンノウンの色彩」
- 10月18日 - 鯨木「花になって」
- 10月18日 - クボタカイ「返事はいらない」
- 10月18日 - Bimi「babel」[269]
- 10月18日 - ヘラヘラ三銃士「HANGOVER」（CDデビュー）
- 10月25日 - かつしかトリオ「M.R.I ミライ」
- 10月25日 - 矢作萌夏「SPILT MILK」
- 10月27日 - ジョー・力一「レイテスト ショーマン」
- 10月27日 - 2×FE「Pentatonic Vibe」

### 11月
- 11月1日 - 朝ノ瑠璃「百歌繚乱」
- 11月3日 - harikuyamaku「Mystic Islands Dub」
- 11月6日 - AMUGIRI「すいません」[270]
- 11月7日 - 岡田奈々「A symmetry」（ソロデビュー）
- 11月8日 - KG9「Higher Higher」
- 11月8日 - CHiCO「エース」（ソロCDデビュー）
- 11月10日 - (夜と)SAMPO「変身」
- 11月12日 - 七海うらら「茜光」
- 11月14日 - 優利香「Phostep」
- 11月15日 - Ourin-王林-「Play The Game/ハイテンション」（ソロデビュー）
- 11月15日 - 相良茉優「Smile my style」（ソロデビュー）
- 11月22日 - 茜屋日海夏「Stereo Sunset (Prod. AmPm)」（ソロデビュー）
- 11月22日 - QUBIT「9BIT」
- 11月22日 - Qlover from 響界メトロ「SOUNDary LINE」
- 11月22日 - Hedigan's「LOVE (XL)」
- 11月22日 - 遊遊「fam/Lullaby」
- 11月24日 - 民謡クルセイダーズ「日本民謡珍道中」
- 11月27日 - mekakushe「片想いマグネット」
- 11月29日 - ウルトラズ「ダッサ!」
- 11月29日 - Hana Hope「消えるまで」（CDデビュー）
- 11月29日 - FZMZ「BROKEN GAMES」（CDデビュー）
- 11月29日 - 小玉ひかり「ドラマチックに恋したい」
- 11月29日 - MONONOKE「トーキョー・ジャーニー」

### 12月
- 12月5日 - ふたつの風「君と物語」[271]
- 12月5日 - bokula.「最愛のゆくえ.」
- 12月6日 - 澤田空海理「遺書」
- 12月6日 - PK shampoo「再定義 E.P」
- 12月6日 - ビバラッシュ「有頂天ラリアット」
- 12月6日 - meiyo「POP SOS」（CDデビュー）
- 12月6日 - Limeism「黒い蜂と」
- 12月7日 - WHITE SCORPION「眼差しSniper」
- 12月13日 - 福来スズ子（趣里）「福来スズ子傑作集」
- 12月13日 - フジコーズ「ウェーイTOKYO」
- 12月18日 - NEXZ「Miracle」
- 12月20日 - East Of Eden「Forbidden Fruit -1st piece-」
- 12月20日 - SorAZ「Futurity Step」[272]
- 12月20日 - Travis Japan「Road to A」（CDデビュー）
- 12月20日 - なとり「劇場」
- 12月20日 - RIKU「Doubt it」（CDデビュー）[273]
- 12月20日 - Drs.DIVA「トワイライト・イブ」[注釈 16][274]
- 12月27日 - ロクデナシ「愛ニ咲花」

## 結成
- Aooo
- IMP.
- ICEx
- ITRiP
- ILLIT
- アキストゼネコ
- アポロンの翼
- Amulet A Mute
- EVNNE
- East Of Eden
- WOLVEs GROOVY
- 8TURN
- XY
- ADYA
- NCT WISH
- NCT DOJAEJUNG
- NCT 2023
- EverdreaM
- EL7Z U+P
- M4isMite
- 限りなく白く
- 神が残した夢を喰う。
- 可愛いって言わないと呪う
- KISS OF LIFE
- KiSS KiSS
- kimikara（きみから）
- CANDY TUNE
- きゅ〜くる
- KiNG3
- The 13th tailor
- The Wind
- G☆Boy's
- Jane Jade
- Gemstone7
- シンセカイヒーロー
- Z
- ZEROBASEONE
- XODIAC
- CHAQLA.
- 超常フォーチューン
- 椿宝座
- TIOT
- DXTEEN
- TMC
- TOROi
- なまくらメトロ
- なみだ色の消しごむ
- Number_i
- にっぽん!真骨頂
- 1/2Diary
- N.B
- NEXZ
- Not Secured,Loose Ends
- BiTE A SHOCK
- Protea*
- HAWW
- 蓮ノ空女学院スクールアイドルクラブ
- HONEY BADGER
- 遥か、彼方。
- 100℃の世界
- FANTASY BOYS
- VCHA
- WHIB
- FANTASY BOYS
- フジコーズ
- Fly day
- BLACK DIAMOND
- BABYMONSTER
- Bellemule
- BOYNEXTDOOR
- 僕が見たかった青空
- WHITE SCORPION
- MAZZEL
- 窓際ぼっち倶楽部
- ME:I
- Mi LUNA from お月ちゃんのうた
- MISAMO
- MOONCHILD
- 夢限大みゅーたいぷ
- MAVE:
- YOUNG POSSE
- UNiFY
- LYKN
- RIIZE
- 新生ラストアイドル
- ラナキュラ
- Lienel
- LiVS
- Loossemble
- REV'z
- 惑星通信社
- ONE PACT

## 活動再開・再結成
- 1月1日 - きゃない
- 1月5日 - アンティック-珈琲店-[275]
- 1月14日 - 中居正広[276]
- 1月21日 - シド[277]
- 2月2日 - セプテンバーミー
- 2月18日 - 川嶋あい[278]
- 3月3日 - GROVER
- 3月29日 - 里仲菜月（Task have Fun）
- 4月 - BELLRING少女ハート
- 4月11日 - Waive
- 4月15日 - ROOKiEZ is PUNK'D
- 5月2日 - 転校生
- 5月7日 - MACO
- 5月18日 - BAAD
- 5月31日 - Galileo Galilei[279]
- 春 - フー・ファイターズ[280]
- 6月30日 - PEDRO
- 7月1日 - 倉橋ヨエコ[注釈 17][281]
- 7月21日 - 叫ぶ詩人の会 [282]
- 8月4日 - 茅原実里（歌手活動）
- 8月13日 - DIV
- 8月20日 - The Cheserasera
- 9月1日 - SWANKY DANK
- 9月3日 - デキシード・ザ・エモンズ
- 9月9日 - カラーボトル
- 9月30日 - bonbon ange
- 10月31日 - Tama
- 11月5日 - イロクイ。
- 11月19日 - jealkb
- 12月28日 - SILENT SIREN[283][284]
- 年内 - BAAD

## 活動休止・解散・引退

### 活動休止
- 1月3日 - 氣志團[285]
- 1月17日 - 渕上舞（HKT48）[286]
- 1月19日
  - Malcolm Mask McLaren
  - 藍井エイル[287]
- 1月27日 - 髙橋わたる（OCTPATH）[288]
- 1月28日 - ALICes[注釈 18]
- 1月31日 - SPiCYSOL[289]
- 2月17日 - LANCE（ONE☆DRAFT）
- 3月11日 - 藤原聡（Official髭男dism）[290]
- 3月15日 - ぜんぶ君のせいだ。
- 3月19日 - カバ（鳴ル銅鑼）
- 3月23日 - 大橋純子[291][注釈 19]
- 3月28日 - 吉橋柚花（AKB48）[293]
- 3月31日 - 岡本姫奈（乃木坂46）[294]（ - 10月11日[295]）
- 4月8日 - CHiCO with HoneyWorks[296]
- 4月11日 - レイ（IVE）[297]（ - 5月25日）[298]
- 4月19日 - 遠藤光莉（櫻坂46）[299]
- 4月24日 - チバユウスケ（The Birthday）[300][注釈 20]
- 4月30日 - チーム8[302]
- 5月1日 - 浅井裕華（SKE48）[303]
- 5月2日 - 塚田僚一（A.B.C-Z）[304]
- 5月14日 - セカイイチ[305][306]
- 5月20日 - クロスノエシス
- 5月21日 - Calmera
- 6月10日 - 林瑠奈（乃木坂46）[307]（ - 10月2日[308]）
- 6月11日 - ロイ-RöE-[309]
- 6月18日 - 室田瑞希[310]
- 7月3日
  - スングァン（SEVENTEEN）[311]
  - Hump Back[注釈 21]
- 7月8日 - 青木慶則
- 7月14日 - NELN[313]
- 7月23日 - WOMCADOLE
- 8月18日 - PAN
- 9月3日 - アリス九號.（活動凍結）[314]
- 9月12日
  - 八代亜紀[315][注釈 22]
  - ムンスア（Billlie）[317]
- 9月21日 - cro-magnon[318]
- 9月22日 - カワクボタクロウ（キュウソネコカミ）[319]
- 10月1日 - KNOCK OUT MONKEY[320]
- 10月16日 - キム・チェウォン（ - 11月1日）
- 10月31日 - 金川紗耶（乃木坂46）[321]（ - 2024年1月10日[322]）
- 12月10日 - BUZZ THE BEARS[323]
- 12月11日 - KANA-BOON[324]
- 12月14日 - YUKI（Versailles）
- 12月15日 - LEARNERS[325]
- 12月18日 - 己龍[326]
- 12月23日 - ROOT FIVE[327]
- 12月29日 - Pimm's[328]

### 解散
- 1月9日 - SherbetNEO
- 1月20日 - D1CE
- 1月21日 - イケてるハーツ[329]
- 1月27日 - MOMOLAND
- 1月29日 - ドラマストア
- 1月30日 - 煌めき☆アンフォレント
- 2月15日 - 聖飢魔II（6度目）[330]
- 2月16日 - Brave Girls
- 2月18日 - 真空ホロウ
- 2月26日 - WEAVER[331]
- 3月5日
  - G.E.E.K
  - bonobos[332][333]
  - ぴゅーひょろろ
- 3月8日 - KANDYTOWN（終演）[334][335]
- 3月10日 - パニック!アット・ザ・ディスコ[336][337]
- 3月22日 - HOWL BE QUIET
- 3月25日 - For Tracy Hyde
- 3月26日 - 愛乙女☆DOLL[338][339]
- 3月27日 - Lovelys
- 3月31日
  - Run Girls, Run![340]
  - 桜花のキセキ[341]
  - VOYZ BOY[342]
  - 松千
- 4月1日 - まなみのりさ[343]
- 4月2日 - Yamakatsu
- 4月3日 - コレって恋ですか?
- 4月15日 - B.O.L.T[344]
- 4月19日 - Non Stop Rabbit[345]
- 4月20日 - INNOSENT in FORMAL
- 4月20日 - VICTON
- 5月9日 - 空想キャリブレーション
- 5月11日 - ジ・アゴニスト
- 5月14日 - BOYSGROUP
- 5月29日 - CIRGO GRINCO[346]
- 6月29日 - BiSH[347][223]
- 7月15日 - リリスリバース
- 7月16日 - Mia REGINA[348]
- 7月19日 - アンタイ・フラッグ
- 9月1日 - DER ZIBET（活動白紙）
- 8月4日 - みんなのこどもちゃん[349]
- 8月10日 - gato
- 8月13日 - 代代代[350]
- 8月26日 - 男闘呼組[211]
- 8月31日 - MoLse
- 9月3日 - Youplus
- 9月18日 - STA*M[351]
- 9月26日 - Happiness[352]
- 9月28日 - ユレニワ[353]
- 9月30日 - 民族ハッピー組（消滅）
- 10月5日 - LOOP H☆R[354]
- 10月9日 - EGOIST[355]
- 10月15日 - IDOLATER[356]
- 10月26日 - ハナ肇とクレージーキャッツ（事実上の解散）
- 11月4日 - Zsasz[357]
- 11月29日 - ばっぷる[358][359]
- 12月9日 - 空想委員会[360]
- 12月30日 - ひめキュンフルーツ缶[361]
- 年内 - DNCE
- 年内 - Sum 41（翌年に延期）[362]

### 引退
- 3月31日 - ミライアカリ
- 5月3日 - 橋幸夫※歌手活動のみ、芸能活動は継続[363][364]
- 7月31日 - 歌田初夏（AKB48）※グループ卒業と同時に芸能活動も引退[365]
- 8月24日 - 早川聖来（乃木坂46）※グループ卒業と同時に芸能活動も引退[366]
- 9月1日 - PizzaLove[367]
- 12月31日 - 東山紀之 [368]

### 脱退（卒業）
- 1月1日 - リチ（都内某所）
- 1月8日 - イトー・ムセンシティ部、ネオ・トゥリーズ（BiS）
- 1月13日 - 齊藤なぎさ（=LOVE）[369][370]
- 1月21日 - OSCA（梅田サイファー）
- 1月23日 - 堕門（アルルカン） ※解雇[371]
- 1月29日 - yuxuki waga（fhána）
- 1月31日
  - Dennis Lwabu（Suspended 4th）
  - KAZUMA（SPiCYSOL）[289]
- 2月5日 - 市川壱盛（No Buses）
- 2月9日（発表日） - コアラ小嵐（超新塾）[372]
- 2月10日
  - 長尾しおり、金澤有希、樋口なづな（SUPER☆GiRLS）[373][注釈 23]
  - Rabbit Fur Houston、Mamma Nina、Forever Lum（SPECIAL CHEESE MENU）
- 2月23日 - 武藤十夢（AKB48）
- 2月26日
  - 秋元真夏（乃木坂46）[20]
  - 夢咲はるか（テンシメシ໒꒱）
- 2月28日 - ラキ（ASTRO）
- 3月2日 - 夜舞鏡花（MELTЯAGE）
- 3月6日 - Ci、Fra（BOOGEY VOXX）
- 3月12日 - 石原さき、姫野ひなの（＃よーよーよー）
- 3月18日 - 工藤菫、鈴木あゆ（アップアップガールズ（仮））
- 3月19日 - 高橋誠（GOOD ON THE REEL）[374]
- 3月20日 - 中川美優、宮内凛、松下玲緒菜（まねきケチャ）[375][376]
- 3月25日
  - 南雲咲楽（開歌-かいか-）
  - 桐島十和子（PiXMiX）
- 3月28日
  - 鈴木絢音（乃木坂46）[28]
  - 伊丸岡亮太（GOOD ON THE REEL）
- 3月29日 - 福山萌叶（≒JOY）
- 3月30日 - 辻ゆうか（iSPY）
- 3月31日
  - 楠木ともり（虹ヶ咲学園スクールアイドル同好会）[377][378][注釈 24]
  - 石井蘭（Girls²）
- 4月1日
  - アユニ・D（ExWHYZ）
  - SHINYA SYODA（SHIMA）
  - 矢吹奈子（HKT48）[36][380]
- 4月2日
  - 浅倉樹々（つばきファクトリー）[381][382]
  - 佐藤乃々子（RYUTist）
- 4月3日 - ミナ、チヒロ（都内某所）
- 4月5日 - Hibiki Uchida（Sugar House）
- 4月9日 - 齋藤里佳子（DEAR KISS）
- 4月14日 - 川口彩恵、碩奈緒、酒田吉博（アイビーカラー）
- 4月23日 - ノア・ロンド、RЯ、のなめら（KAQRIYOTERROR）
- 4月25日 - Chii,pucchi（FABLED NUMBER）
- 4月26日 - 岡愛子（BimBamBoom）
- 4月29日 - レーレ（MIGMA SHELTER）[383][注釈 25]
- 4月30日
  - 仆破フリル、銀海（一瞬しかない）
  - 中川千尋、森永新菜（アップアップガールズ（2））
  - 関有美子（櫻坂46）
- 5月5日 - Yukino、Rin、Juri、Ena、Yuna（YUMEADO EUROPE）
- 5月7日 - オマキ（コロナナモレモモ）[385]
- 5月10日 - 長島涼平（the telephones）[386]
- 5月10日 - 白井雄介（キンモクセイ）
- 5月10日 - ルーカス（NCT）
- 5月22日 - 岸優太、平野紫耀、神宮寺勇太（King & Prince）[53]
- 5月24日 - 吉沢朱音、池田メルダ（＃ババババンビ）[387]
- 5月24日 - ショウタロウ、ソンチャン（NCT）
- 5月27日 - CHIYO-P（PIGGS）
- 5月28日 - 川島健太朗（Laura day romance）
- 6月1日（公表日） - T.O.P（BIGBANG）[388]
- 6月9日 - 真白うた（COMIQ ON!）
- 6月11日 - 咲太朗（ONE LOVE ONE HEART）
- 6月14日 - 森田美勇人（7ORDER）[389]
- 6月21日 - 竹内朱莉（アンジュルム）[390]
- 6月30日 - 北川悠理（乃木坂46）[391]
- 6月30日 - 粕谷哲司（Yogee New Waves）
- 6月30日 - 喫茶めい（一瞬しかない）
- 7月6日 - 石井浩平（Alaska Jam）
- 7月9日 - 川後陽菜（Youplus）
- 7月12日 - 深月らむ、天羽しおり（iLiFE!）
- 7月19日 - 影山優佳（日向坂46）[392][393]
- 7月30日 - 宮崎良太（SHIFT_CONTROL）
- 7月31日
  - 左伴彩佳（AKB48）[394]
  - 歌田初夏（AKB48）
- 8月4日 - すーちゃん（ヤユヨ）
- 8月5日 - 中井りか（NGT48）[395][396]
- 8月7日 - 冬馬（OCTPATH）
- 8月8日 - みどりん（SOIL&"PIMP"SESSIONS）
- 8月16日 - HARU、YUME（シンデレラ宣言!）
- 8月18日 - 朝比奈さくら（まねきケチャ）※契約解除
- 8月24日 - 早川聖来（乃木坂46）
- 8月31日 - 北山宏光（Kis-My-Ft2）[64][65]
- 9月3日 - 百瀬怜（CYNHN）
- 9月4日 - ルリちゃん（女王蜂）
- 9月11日 - 葛城京太郎（RED ORCA）
- 9月14日 - MION（ステミレイツ）[397]
- 9月18日 - 金子みゆ（LinQ）
- 9月18日 - 尾崎リノ（Cody・Lee (李)）
- 9月18日 - ロウン（SF9）
- 9月22日 - 西島蓮汰（TO1）
- 10月1日 - キノ（都内某所）
- 10月6日 - 櫻井海音（インナージャーニー）[398]
- 10月7日 - 朝比奈るの（SAKA-SAMA）
- 10月30日 - 小畑ポンプ（すかんち）[399]
- 11月3日 - 瀧野由美子（STU48）
- 11月4日 - 南優輝（学芸大青春）
- 11月6日 - 山岸理子、岸本ゆめの（つばきファクトリー）[400]
- 11月10日 - 朝丘さくら（#よーよーよー）[401]
- 11月11日 - N'Taichi、宗光-Rodriguez（FABLED NUMBER）
- 11月11日 - 愛来、市川優月、小島はな、鈴木萌花（浪江女子発組合）
- 11月18日 - 流鏑馬アヤメ、雲林院カグラ（Broken By The Scream）
- 11月22日 - ミミミユ（MIGMA SHELTER）
- 11月25日 - 土生瑞穂（櫻坂46）[402]
- 11月29日 - 譜久村聖（モーニング娘。'23）[403][404]
- 12月2日 - イズキ（都内某所）
- 12月11日 - 小泉貴裕、古賀隼斗（KANA-BOON）[405][324]
- 12月15日 - ダイネソウ（the twenties）
- 12月21日 - 河合郁人（A.B.C-Z）[406]
- 12月27日 - 渋谷凪咲（NMB48）
- 12月30日 - 福本大晴（Aぇ! group）※契約解除[407]
- 12月30日 - 川瀬あやめ（ukka）
- 12月31日 - 江籠裕奈（SKE48）
- 12月31日 - 阿部夢梨（SUPER☆GiRLS）
- 12月31日 - 潮紗理菜（日向坂46）

## 逮捕
| 逮捕日  | 氏名（所属グループ名）          | 逮捕容疑（経過、判決等）                                                   |
| ------- | ------------------------------- | -------------------------------------------------------------------------- |
| 1月12日 | NG HEAD                         | 大麻取締法違反（共同所持）容疑                                             |
| 2月9日  | ¥ellow Bucks                    | 大麻取締法違反（所持）容疑（処分保留で釈放）                               |
| 4月13日 | VIGORMAN（変態紳士クラブ）      | 大麻取締法違反（営利目的所持）容疑                                         |
| 6月20日 | みどりん（SOIL&"PIMP"SESSIONS） | 大麻取締法違反（所持）容疑（懲役8か月、執行猶予2年、逮捕後にバンドも脱退） |

## 改名・表記変更
- 1月1日 - MASHIYAMIAAAN→ODOKe KAIWAI
- 2月15日 - 旧帝ハニー→学歴の暴力 ※旧グループ名に復帰[415]
- 6月8日（公表日） - PULP→1962[注釈 26]
- 7月1日 - 倉橋ヨエコ→ヨエコ[281]
- 10月18日 - ジャニーズWEST→WEST.[417]

## 死去
- 1月1日 - セバスチャン・マリノ（元オーヴァーキル/アンヴィル）[418]
- 1月1日 - ギャングスタ・ブー（スリー・6・マフィア）
- 1月2日（公表日） - フレッド・ホワイト（アース・ウィンド・アンド・ファイアー）[419]
- 1月3日 - ジョセフ・クー
- 1月3日 - アラン・ランキン（元アソシエイツ）[420]
- 1月5日 - ゴーディ・ハーモン（元ウィスパーズ）[421]
- 1月6日 - ノーマン・ダメリー（テイスト）[422]
- 1月8日 - ジークフリート・クルツ[423]
- 1月9日 - 松平頼暁[424]
- 1月9日 - 竹村次郎[425]
- 1月10日 - ジェフ・ベック（ジェフ・ベック・グループ、元ヤードバーズ）[426]
- 1月11日 - レネ・パウロ[427]
- 1月11日 - 高橋幸宏（サディスティック・ミカ・バンド、イエロー・マジック・オーケストラなど）[428][429]
- 1月12日 - リサ・マリー・プレスリー[注釈 27][430]
- 1月12日 - ロビー・バックマン（バックマン・ターナー・オーヴァードライヴ）[431]
- 1月14日 - DJイオ[432]
- 1月14日 - 菊地悌子[433]
- 1月17日 - ヴァン・コナー（スクリーミング・トゥリーズ）[434]
- 1月17日 - レネ・ゲイヤー[435]
- 1月18日 - デヴィッド・クロスビー（ザ・バーズ、クロスビー、スティルス、ナッシュ&ヤング）[436]
- 1月20日 - ステーラ・チウェーシェ
- 1月20日 - 四代目清元梅吉[437]
- 1月21日 - 舵木まぐろ[438]
- 1月22日 - 上野山功一[注釈 28][439]
- 1月22日 - 岡村雅子[注釈 29][440]
- 1月23日 - キャロル・スローン[441]
- 1月23日 - アンソニー“トップ”トーパム（元ヤードバーズ）[442]
- 1月24日 - 燕真由美（ザ・リリーズ）[443]
- 1月26日 - ディーン・ドートリー（アトランタ・リズム・セクション）
- 1月27日 - フロイド・スニード（元スリー・ドッグ・ナイト）
- 1月28日 - トム・ヴァーレイン（テレヴィジョン）[444][445]
- 1月28日 - 田川律[注釈 30][446]
- 1月29日 - 鮎川誠（シーナ&ザ・ロケッツ）[447]
- 1月29日 - ガブリエル・タッキーノ
- 1月29日 - バレット・ストロング
- 1月31日 - チャーリー・トーマス（元ドリフターズ）[448]
- 2月5日 - 大城光恵[449]
- 2月6日 - フィル・スポルディング（元GTR）[450]
- 2月8日 - バート・バカラック[451]
- 2月9日 - 杵屋勝国[452]
- 2月10日 - 信藤三雄[注釈 31][453]
- 2月12日 - デヴィッド・ジョリクール（デ・ラ・ソウル）[454]
- 2月12日 - ロジャー・ボボ
- 2月13日 - スペンサー・ウィギンス
- 2月13日 - ヒューイ・"ピアノ"・スミス[455]
- 2月14日 - 恒岡章（Hi-STANDARD）[456]
- 2月14日 - フリードリヒ・チェルハ
- 2月14日 - 岡田徹（ムーンライダーズ）[457]
- 2月16日 - アルベルト・ラディウス（フォルムラ・トレ）
- 2月16日 - マイク・モティ（元ランニング・ワイルド）[458]
- 2月16日 - 黒崎真音[459]
- 2月17日 - 下村正彦[460]
- 2月19日 - 三井徹[注釈 32][461]
- 2月19日 - 橋本福治[注釈 33][462]
- 2月20日 - ルボミール・フトルスキー（死んだ雄鶏）
- 2月21日 - ジェシー・グレス（トッド・ラングレン）[463]
- 2月21日 - 下谷二三子[464]
- 2月21日 - ロン・アルトバック（ザ・ビーチ・ボーイズツアーメンバー）[465]
- 2月23日 - 黒田隼之介（sumika）[466]
- 2月23日 - スリム・ボルグッド
- 2月25日 - 西村香景（元一世風靡セピア）[467]
- 2月27日 - 有賀啓雄（SANISAI）[468]
- 2月27日 - MITOME（元THE STAR CLUB）[469]
- 3月2日 - ウェイン・ショーター（ウェザー・リポート）[470]
- 3月2日 - スティーヴ・マッキー（パルプ）[471]
- 3月3日 - カルロス・ガーネット
- 3月3日 - 鶴澤寛也[472]
- 3月3日 - デヴィッド・リンドレー（エル・ラーヨ・エキス）[473]
- 3月3日 - 友井昌美[474]
- 3月5日 - ゲイリー・ロッシントン（レーナード・スキナード）[475]
- 3月8日 - ジム・ダーキン（ダーク・エンジェル）[476]
- 3月8日 - ヨシュア・マドセン（アーティレリー）
- 3月9日 - ロビン・ラムリー（元ブランドX）
- 3月11日 - コスタ・ティッチ[477]
- 3月13日 - サイモン・エマーソン（アフロ・ケルト・サウンド・システム）[478]
- 3月13日 - ジム・ゴードン[479]
- 3月14日 - ボビー・コールドウェル[480]
- 3月16日 - トニー・コー
- 3月17日 - ファジー・ハスキンズ（元パーラメンツ）[481]
- 3月18日 - EMPTYBOY[482]
- 3月20日 - ヴィルジニア・ゼアーニ
- 3月22日 - クマ原田[483]
- 3月22日 - ウェイン・スウェニー（サライヴァ）
- 3月22日 - 団時朗[注釈 34][484]
- 3月23日 - キース・リード（元プロコル・ハルム）
- 3月23日 - 鈴木恵一[485]
- 3月24日 - スコット・ジョンソン
- 3月24日 - 藤井知昭[注釈 30][486]
- 3月25日 - 二世菊棚月清[487]
- 3月26日 - 三原丹[488]
- 3月27日 - ダニエル・コルゼンパ
- 3月28日（報道日） - イム・チャンス（元N.EX.T）[489]
- 3月28日 - 久保龍馬（THE REDEMPTION）[490]
- 3月28日 - 坂本龍一（イエロー・マジック・オーケストラ）[491]
- 3月28日 - 丹波ひろし[492]
- 3月29日 - 寺田吉孝[493]
- 3月29日 - スウィート・チャールズ・シェレル（ジェームス・ブラウンバンド）[494]
- 3月30日 - レイ・シャルマン（元ジェントル・ジャイアント）[495]
- 4月2日 - シーモア・スタイン（サイアー・レコード共同設立者）[496]
- 4月3日 - 三浦隆一（空想委員会）[497]
- 4月4日 - ヒョンミ[498]
- 4月4日 - レフ・マルキズ[499]
- 4月5日 - ダスコ・ゴイコヴィッチ
- 4月5日 - 畑正憲[注釈 35][500]
- 4月6日 - ノラ・フォースター（ジョン・ライドン夫人）[501]
- 4月6日 - ポール・キャターモール（S Club 7）[502]
- 4月7日 - イアン・ベアンソン（元アラン・パーソンズ・プロジェクト）
- 4月7日 - ラッセ・ウェランダー（ABBA）[503]
- 4月9日 - カール・ベルガー
- 4月12日 - 大川内智彦（sancrib）[504]
- 4月12日 - ジャー・シャカ
- 4月14日 - マーク・シーハン（ザ・スクリプト）[505]
- 4月14日 - 丹波明[506]
- 4月16日 - アーマッド・ジャマル
- 4月17日 - イヴァン・コンチ（アジムス）[507]
- 4月19日 - ムンビン（ASTRO）[508]
- 4月19日 - オーティス・レディング3世（ザ・レディングス）[509]
- 4月19日 - 大橋勇武（PEARL、松岡直也グループ、レクリプスなど）[510]
- 4月20日 - 川満勝弘（元コンディション・グリーン、ウィスパーズなど）[511]
- 4月21日 - マーク・スチュワート（ザ・ポップ・グループ）[512]
- 4月25日 - ハリー・ベラフォンテ[513]
- 4月27日 - kyosuke(okz)（Teenagers Bloody KillinG）[514]
- 4月28日 - ティム・バックマン（元バックマン・ターナー・オーヴァードライヴ）[515]
- 4月28日 - ヘルゲ・エンゲルケ（フェア・ウォーニング）[516]
- 4月30日 - 津田耕治[517]
- 5月1日 - ゴードン・ライトフット[518]
- 5月2日 - ジョーダン・ブレイク（ア・スカイリット・ドライヴ）[519]
- 5月3日 - リンダ・ルイス[520]
- 5月4日 - 原尞[注釈 36][521]
- 5月5日 - あらひろこ（カンテレ奏者）[522]
- 5月5日 - クリス・ストラックウィッツ（アーフーリー・レコード設立者）
- 5月5日 - 平和ラッパ[注釈 37][523]
- 5月6日 - メナヘム・プレスラー（ボザール・トリオ）[524]
- 5月7日 - ショーン・キーン（チーフタンズ）
- 5月7日 - 鈴木康志[525]
- 5月7日 - グレース・バンブリー[526]
- 5月8日 - リタ・リー[527]
- 5月12日 - 菅原浩史（THE LEGEND）[528]
- 5月12日 - フランシス・モンクマン（カーヴド・エア）
- 5月13日 - 小西良太郎[注釈 38][529]
- 5月14日 - イングリット・ヘブラー
- 5月14日 - ジョン・ギブリン[530]
- 5月16日 - レスター・スターリング（元スカタライツ）[531]
- 5月17日 - アルジー・ワード（元タンク）[532]
- 5月19日 - アンディ・ルーク（ザ・スミス）[533]
- 5月22日 - 新井康徳（BAAD）[534]
- 5月22日 - カーク・アーリントン（元メタル・チャーチ）
- 5月22日 - チャス・ニュービー（元ビートルズ）[535]
- 5月23日 - シェルドン・レイノルズ（元アース・ウィンド・アンド・ファイアー）[536]
- 5月23日 - ティナ・ターナー[537]
- 5月24日 - 奥山コーシン（奥山恍伸）[注釈 39][538]
- 5月24日 - ビル・リー
- 5月25日 - 十五代目杵屋喜三郎[539]
- 5月27日 - 新美俊宏（BOWWOW）[540]
- 5月27日 - 藤井徹貫[541]
- 5月31日 - ディッキー・ハレル（元ジーン・ヴィンセント & ヒズ・ブルー・キャップス）
- 6月2日（公表日） - シンシア・ワイル[542]
- 6月2日 - カイヤ・サーリアホ[543]
- 6月4日 - ジョージ・ウィンストン[544]
- 6月5日 - アストラッド・ジルベルト[545]
- 6月6日 - 斉藤昌子[546]
- 6月9日 - シルビオ・モレノ[547]
- 6月14日 - チョン・インチョイ
- 6月16日 - 坂見誠二[548]
- 6月18日 - ビッグ・ポーキー（スクリュード・アップ・クリック）[549]
- 6月20日 - 佐藤剛[注釈 29][550]
- 6月20日 - ジョン・ワディントン（元ポップ・グループ）
- 6月20日 - 寺西昭子（ピアニスト）[551]
- 6月20日 - ヴャチェスラフ・ナゴヴィツィン
- 6月21日 - 夏まゆみ[注釈 40][552]
- 6月22日 - ペーター・ブロッツマン
- 6月23日 - 栗山昌良[注釈 29][553]
- 6月23日 - リー・ラウシュ（元メガデス・ダーク・エンジェル）
- 6月24日 - ラシェル・ヤカール
- 6月29日 - クラレンス・バーロウ
- 6月30日 - 朝倉隆[注釈 41][554]
- 6月30日 - リック・フラバーグ（元ドライヴ・ライク・ジーヒュー）
- 7月1日 - 真山誠太郎[555]
- 7月1日 - 三森隆文[注釈 42][556][557]
- 7月3日 - KANDATA（BIG-RE-MAN）[558]
- 7月3日 - ヴィッキー・アンダーソン（ジェームス・ブラウンバンドメンバー）
- 7月3日 - 古川健仁[注釈 29][559]
- 7月3日 - モー・フォスター（アフィニティー）
- 7月4日 - ヤンドー・イェネー
- 7月5日 - ココ・リー[560]
- 7月5日 - ジョージ・ティックナー（元ジャーニー）[561]
- 7月5日 - レゴス・チョウ（元7Flowers）
- 7月6日 - 二代目京山小円嬢[562]
- 7月6日 - ピーター・ネロ
- 7月7日 - PANTA（頭脳警察）[563]
- 7月8日 - ヴィクトル・ピカイゼン
- 7月10日 - エルンスト・ルートヴィヒ・ペトロフスキー（クラリネット・サミット）
- 7月11日 - 外山雄三[564]
- 7月12日 - アンドレ・ワッツ
- 7月12日 - ryuchell[565]
- 7月16日 - ジェーン・バーキン[566]
- 7月17日 - ジョアン・ドナート
- 7月18日 - 姫莉なの（PrinceCHU!）[567]
- 7月21日 - トニー・ベネット[568]
- 7月21日 - ニール・ラングフォード（元シンズ）
- 7月24日 - 峰岸壮一[569]
- 7月26日（報道日） - シネイド・オコナー[570]
- 7月26日 - ランディ・マイズナー（イーグルス）[571]
- 7月29日 - 白田“RUDEE”一秀（PRESENCE、GRAND SLAM）[572]
- 8月3日 - カール・デイヴィス
- 8月4日 - ジョン・ゴスリング（キンクス）
- 8月5日 - ISSAY（DER ZIBET）[573]
- 8月7日 - エルキン・コライ
- 8月8日 - シクスト・ロドリゲス[574]
- 8月9日 - ペピーノ・ガリアルディ
- 8月9日 - ロビー・ロバートソン（ザ・バンド）[575]
- 8月11日 - 田淵章二
- 8月13日 - 野中規雄[注釈 43][576]
- 8月15日 - 飯守泰次郎[577]
- 8月16日 - ジェリー・モス
- 8月16日 - レナータ・スコット[578]
- 8月17日 - ボビー・エリ（MFSB）
- 8月20日 - 土屋邦雄[579]
- 8月22日 - トト・クトゥーニョ[580]
- 8月22日 - 古屋智美（ももいろクローバーZマネージャー）
- 8月23日 - ロバート・ヘイル
- 8月24日 - バーニー・マースデン
- 8月24日 - 横山SAKEVI（G.I.S.M.）[581]
- 8月26日 - Bara（THE SODOM PROJECT）[582]
- 8月27日 - 與儀亨[583]
- 8月29日 - aki（元Laputa）[584]
- 9月1日 - ジミー・バフェット[585]
- 9月1日[注釈 44] - 石田桃子[注釈 45][586][587]
- 9月4日 - ゲイリー・ライト[588]
- 9月4日 - スティーブ・ハーウェル（元スマッシュ・マウス）[589]
- 9月5日 - アナトール・ウゴルスキ
- 9月7日 - 西村朗[590]
- 9月14日 - 武谷安子[591]
- 9月15日 - 佐々木昭雄[注釈 46][592]
- 9月16日 - ジョン・マーシャル
- 9月19日 - 棚橋静雄（ロス・インディオス）[593]
- 9月19日 - ステファン・グールド[594]
- 9月20日 - 野口剛夫[595]
- 9月21日 - ロバート・W・スミス
- 9月22日 - 遠山一（ダークダックス）[596]
- 9月24日 - フェリックス・アーヨ
- 9月29日 - 響敏也[597]
- 9月30日 - ラッセル・バティストJr.
- 10月2日 - パトリツィア・ヤネチコヴァ
- 10月6日 - モーリス・ブルグ
- 10月8日 - 谷村新司（アリス）[78][598]
- 10月10日 - OLAibii[599]
- 10月11日 - ルドルフ・アイズレー（アイズレー・ブラザーズ）[600]
- 10月14日 - 財津一郎[601]
- 10月14日 - 悠雅彦[注釈 47][602]
- 10月15日 - 有働誠次郎[注釈 48][603]
- 10月17日 - カーラ・ブレイ
- 10月17日 - 水城夢子（妄想キャリブレーション、BYOB）[604]
- 10月18日 - もんたよしのり（もんた&ブラザーズ）[605]
- 10月18日 - 牧野信博[注釈 49][606]
- 10月19日 - 櫻井敦司（BUCK-TICK）[607]
- 10月21日 - 車屋正昭[608]
- 10月25日 - ズデニェク・マーツァル[609]
- 10月26日 - 犬塚弘（ハナ肇とクレージーキャッツ）[610][611]
- 10月29日 - HEATH（X JAPAN）[612][613]
- 10月31日 - 伊藤浩史[614]
- 11月2日 - ミシェル・ピルツ
- 11月2日 - ユーリ・テミルカーノフ[615]
- 11月2日 - 山脇幸人[616]
- 11月5日 - ドナルド・ハンスバーガー
- 11月6日 - チャーリー・パク
- 11月6日 - 三浦徳子[617]
- 11月9日 - 大橋純子[292]
- 11月12日 - KAN[618]
- 11月16日 - 菊地創（eufonius）[619]
- 11月16日 - ジョージ・ブラウン（クール&ザ・ギャング）
- 11月18日 - デイヴィッド・デル・トレディチ
- 11月19日 - 箕輪久夫[620]
- 11月19日 - サラ・タヴァレス
- 11月20日 - マーズ・ウィリアムズ（ザ・サイケデリック・ファーズ）
- 11月22日 - フィル・クアルタラロ（元ヴァージン・レコードCEO）
- 11月23日 - ローナ・ハートナー
- 11月24日 - 伊集院静[注釈 50][621]
- 11月26日 - ジョーディー・ウォーカー（キリング・ジョーク）
- 11月26日 - チバユウスケ（The Birthday、元THEE MICHELLE GUN ELEPHANT）[301]
- 11月26日 - ブライアン・ゴディング
- 11月27日 - 西條孝之介[622]
- 11月29日 - 山田太一[注釈 51][623]
- 11月30日 - シェイン・マガウアン（ザ・ポーグス）[624]
- 11月 - チャーリー・ドミニシ（元ドリーム・シアター）
- 12月5日 - デニー・レイン[625]
- 12月6日 - 島崎俊郎（ヒップアップ）[注釈 52][626][627]
- 12月12日 - 鈴木孝子（PINK SAPPHIRE）[628]
- 12月16日（報道日） -  コリン・バージェス（元AC/DC）[629]
- 12月22日 - ローラ・リンチ（元ディクシー・チックス）[630]
- 12月26日 - トム・スマザーズ[注釈 53][631]
- 12月29日 - 坂田利夫[注釈 54][632]
- 12月30日
  - 八代亜紀[316]
  - みく（公表日、ナナイロ☆ドロップス）[633]